# Bunuri mobile din domeniul arheologie clasate în patrimoniul cultural național al României aflate în județul Cluj
Acestă listă conține bunurile mobile din domeniul arheologie clasate în Patrimoniul cultural național al României aflate la momentul clasării în județul Cluj.

## Tezaur
| Foto | Informații generale | Detalii tehnice | Descriere | Deținător                                        | Legături |
| ---- | --- | --- | --- | ------------------------------------------------ | -------- |
|      | Inel din aur cu dublă verigă | Datare: sec. II-III p.Chr. Descoperit: jud. HUNEDOARA, com. VEȚEL, VEȚEL, Micia Dimensiuni: La verigă: 4,8 mm Material: aur; batere; tăiere; lipire | Veriga aplatizată, are profil oblic și formă ușor elipsoidală; este lucrată dintr-o bandă de aur, tăiată în trei fâșii, două laterale, mai late, și una centrală, foarte îngustă, modalitate specifică inelelor duble. La partea inferioară, cele trei benzi sunt lipite. Fiecare verigă se lățește treptat spre partea superioară, unde în două monturi bordurate au fost inserate două pietre (agate ?), din care doar una s-a păstrat, cealaltă fiind înlocuită cu material modern în momentul în care piesa a fost expusă; probabil pietrele au fost tăiate în formă de caboșon. | Muzeul Național de Istorie a Transilvaniei, Cluj | Cimec    |
|      | Inel din aur cu gemă ametist | Datare: sec. II-III p.Chr. Descoperit: jud. HUNEDOARA, com. VEȚEL, VEȚEL, Micia Dimensiuni: La verigă: 9,8 mm Material: aur; ametist; batere; tăiere; gravare | Veriga, semirotundă în secțiune și de formă elipsoidală, din profil are aspect oblic, lărgindu-se foarte mult spre partea superioară; umeri rotunjiți. Montură rotundă, încorporată în verigă, în care este fixată o gemă din ametist; imaginea gravată îl reprezintă pe Ianus bifrons (tip Guiraud 2.c). | Muzeul Național de Istorie a Transilvaniei, Cluj | Cimec    |
|      | Pumnal | Datare: Prima jumătate a sec, V a. Chr. Descoperit: jud. MUREȘ, com. LUNCA, BĂIȚA, La Jie Material: Pumnal de fier obținut prin batere, forjare și călire. | Pumnalul de tip akinakes face parte din categoria akinakesurilor cu antene având garda masivă cu aspect cordiform. Lama este lată cu două tăișuri romboidală în secțiune. Garda are forma de acoladă în partea superioară. Pe antene se observă un decor format din două grupuri de linii incizate. A fost prelucrat prin forjare, garda a fost adăugată ulterior, prin sudare, prin forjare ca și antenele. | Muzeul Național de Istorie a Transilvaniei, Cluj | Cimec    |
|      | Idol | Datare: Mileniul III a.Chr. Descoperit: jud. ALBA, com. LIVEZILE, VĂLIȘOARA, Cheile Vălișoarei - Dealul Velii Material: Idol modelat din lut/argilă cu mâna și ars oxidant | Idolul de tip bucraniu sau de tip lunar-mondidol, a fost descoperit în mormântul M3 din tumulul nr. V/1975. este lucrat cu mâna din lut. Are formă cvasi-dreptunghiulară, colțurile superioare fiind alungite sub forma unor ”coarne”. Are un motiv decorativ compus din trei frize orizontale. Primele două frize sunt realizate din triunghiuri îngropate obținute prin tehnica împunsăturilor succesive, fiind dispuse alternativ cu vârful în sus apoi în jos. Frizele sunt separate de un fascicol de trei linii realizate prin același procedeu al împunsăturilor succesive. Ultima friză, aceea de la bază constă din opt ”franjuri” fascicole verticale de câte două, trei sau patru linii realizate la fel, ele fiind separate de mici impresiuni conice. Muchia superioară este decorată cu incizii mici. | Muzeul Național de Istorie a Transilvaniei, Cluj | Cimec    |
|      | Tăbliță cerată - triptychon (contract de împrumut) | Datare: 20 iunie 162 p. Chr. Descoperit: jud. ALBA, com. ROȘIA MONTANĂ, ROȘIA MONTANĂ, Galeria Sf. Ecaterina Material: Lemn, acoperit cu ceară, pe care s-a incizat inscripția | Triptic de lemn, acoperit cu ceară păstrat integral. Primele două tăblițe se păstrează la Muzeul Național de Istorie a Transilvaniei, ultima aflându-se la Muzeul din Blaj. Textul, inscripționat în latina cursivă, constituie un contract de împrumut încheiat între Anduenna Batonis și Iulius Alexander, suma de 140 de denari se împrumuta cu o dobândă de 12%. Contractul este autentificat de șase martori ale căror nume sunt păstrate doar parțial. A fost încheiat la Deusara, în 20 iunie 162, când erau consului Rusticus (pentru a doua oară) și Aquilinus. Textul prezintă forme aberante de limbă, importante pentru studiul limbei latine vulgare. | Muzeul Național de Istorie a Transilvaniei, Cluj | Cimec    |
|      | Tipar pentru confecționarea vaselor terra sigillata | Datare: a doua jumătate a secolului al II-lea - prima jumătate a secolului al III-lea p. Chr. Școală: Micăsasa, jud. Sibiu Descoperit: jud. SIBIU, com. MICĂSASA, MICĂSASA Material: Lut ars. | Tipar pentru realizarea vaselor terra sigillata, stare de conservare bună; piesa a fost spartă în mai multe bucăți la descoperire, însă a fost restaurată. Reprezintă de fapt o matriță - un tipar realizat prin copierea unui vas terra sigillata în relief, și nu prin imprimarea unor ștampile în interiorul acestuia (cum se procedează de obicei). Tiparul are formă hemisferică (după forma bolului după care a fost copiat) și prezintă drept particularitate lipsa orificiului central de la bază, care să permită drenarea umidității vasului care era apoi realizat în interiorul său. Decorul tiparului constă din: 1. rând de ove la partea superioară, cu linie perlată la bază, urmate de 2. frunze mari de viță-de-vie care sunt amplasate fie cu vârful în sus, fie invers în spațiul în formă de semicerc cu deschiderea în sus sau în jos, creat de vrejuri mari de viță-de-vie cu cârcei. De o parte și de alta a frunzelor care au fost amplasate cu vârful în sus se află câte o pasăre în zbor spre dreapta, în timp ce de o parte și de alta a frunzelor care au fost așezate cu vârful în jos se află câte două semicercuri, situate totodată și deasupra canelurii de la baza tiparului care delimitează zona decorată de baza recipientului. | Muzeul Național de Istorie a Transilvaniei, Cluj | Cimec    |
|      | Tipar ceramic pentru producerea vaselor terra sigillata | Datare: a doua jumătate a secolului al II-lea - prima jumătate a secolului al III-lea p. Chr. Descoperit: jud. SIBIU, com. MICĂSASA, MICĂSASA Material: Lut ars. | Tipar pentru realizarea vaselor terra sigillata, stare de conservare bună; piesa a fost spartă în mai multe bucăți la descoperire, însă a fost restaurată și a fost completată pe o porțiune foarte mică la partea superioară. Interiorul tiparului în discuție a fost decorat în negativ cu ajutorul câtorva poansoane (sigilla), care au numai reprezentări vegetale. Spațiul cuprins între buza și baza tiparului au fost delimitate de o canelură proeminentă în partea superioară și de una mai puțin adâncită la baza vasului. Spațiul astfel delimitat a fost împărțit în registre pe verticală pe toată suprafața decorată a tiparului. Astfel, 1. la partea superioară, imediat sub canelura de sub buză, au fost ștampilate semicercuri (d = 1.8 cm), cu deschiderea în sus (în locul clasicelor ove), separate în centru de un semicerc simplu, de la care pornesc striuri asemeni nervurilor unor frunze. 2. În spațiile dintre semicercurile descrise mai sus au fost amplasate pe verticală frunze alungite (L = 4.5 cm), care au tija amplasată pe canelura de la bază și vârful între două astfel de semicercuri (uneori au fost ștampilate chiar peste acestea!). Frunzele menționate au nervura centrală bine demarcată și nervurile sugerate prin linii oblice. În spațiul rămas între șirurile de frunze menționate au fost ștampilate 3. câte două rozete identice (d=1 cm), de mărime mică, amplasate unele sub altele. | Muzeul Național de Istorie a Transilvaniei, Cluj | Cimec    |
|      | Casă - model | Datare: 4900 BC Descoperit: jud. HUNEDOARA, com. TURDAȘ, TURDAȘ, Luncă Dimensiuni: LA: 78,69 mm Material: Machetă din ceramică fină, modelată manual, de culoare brun-roșcată și incizată cu motive meandrice | ”Căsuța” este din ceramică fină, de culoare brun-roșcată, modelată cu mâna și incizată cu motive meandrice. Pe coama acoperișului este stilizat un animal mitic, protector, un șarpe cu cap de om, simbol legat de cultul fecundității și fertilității, specific comunităților agrare. Frontonul, forma acoperișului și ornamentica pereților machetei, indică elementele arhitectonice specifice caselor din perioada neoliticului. Căsuța de la Turdaș are două orificii în coama acoperișului, pentru a pute fi suspendată de ”grindă”. Această ”căsuță” este unică prin faptul că s-a păstrat intactă, starea de conservare fiind bună. | Muzeul Național de Istorie a Transilvaniei, Cluj | Cimec    |
|      | Cui | Descoperit: jud. HUNEDOARA, com. ORĂȘTIOARA DE SUS, GRĂDIȘTEA DE MUNTE Material: Confecționată din fier, prin martelare. | Țintă cu capul în formă de disc ornamentat. Decorul este alcătuit din două registre, în centru fiind redată o rozetă cu opt petale, separate între ele prin linii drepte, în vreme ce spre exterior apare motivul valului alergător. Un alt ornament, în șnur, are rolul de a delimita cele două registre amintite și pentru a marca marginea discului. | Muzeul Național de Istorie a Transilvaniei, Cluj | Cimec    |
|      | Spadă cu cupă la mâner | Datare: aprox. 1000 a.Ch Descoperit: jud. SĂLAJ, com. CUZĂPLAC, CUZĂPLAC, Valea Stoborului Dimensiuni: LA: 4,7 cm Material: Spadă de bronz cu cupă, nituit în două puncte, trei nervuri pe prăsele, decoruri incizate longitudinal iar deasupra prăselelor are pe fiecare față reprezentarea a două ambarcațiuni cu scuturile la vedere.                                | Spadă de bronz păstrată în condiții foarte bune, mâner cu cupă. Lama este decorată cu linii incizate longitudinale iar la gâtuirea de lângă mâner are reprezentate pe ambele fete câte două ambarcațiuni cu câte nouă acuturi pe margine. Mânerul are trei nervuri și este fixat cu două nituri de lamă. Atât cupa cât și mânerul sânt decorate cu linii punctiforme și incizii spiralate. | Muzeul Național de Istorie a Transilvaniei, Cluj | Cimec    |
|      | Relief votiv | Datare: sec. II - III p.Chr. Descoperit: jud. HUNEDOARA, com. SARMIZEGETUSA, SARMIZEGETUSA, Sarmizegetusa Ulpia Traiana Material: marmură; sculptare; incizare | Placă votivă fragmentată (ruptă în patru) cu relief și inscripție încadrate de un chenar dublu frumos modelat. În partea inferioară a piesei, sub câmpul inscripției, sunt redate două urechi – «urechile divine», simbol al divinității care ascultă. Inscripția ocupă partea superioară a piesei, desfășurându-se pe trei rânduri, un al patrulea fiind scris jos, pe chenar. Scrierea este destul de puțin îngrijită. Piesa a intrat în colecțiile Muzeului Ardelean cândva după mijlocul secolului al XIX-lea. | Muzeul Național de Istorie a Transilvaniei, Cluj | Cimec    |
|      | Perete lateral stâng de aedicula funerară | Datare: sec. III p.Chr. Descoperit: jud. CLUJ, CLUJ-NAPOCA, Cluj, Piața Ștefan cel Mare Material: calcar; miniu; sculptare în basorelief | Perete lateral stânga de aedicula restaurat. Marginea dreaptă prezintă o bordură nelucrată (partea care se îmbina cu peretele central) iar cea stângă (cantul) este frumos ornamentată cu un vrej stilizat într-un chenar profilat. Pe perete, într-un fundal albiat, sunt reprezentați Camillus (în dreapta) și Camilla (în stânga). Bărbatul, reprezentat ușor din profil, are părul tuns scurt și aranjat în șuvițe groase, barbă scurtă și mustață (?). Poartă tunica scurtă până la genunchi prinsă pe talie cu o cingătoare iar picioarele sunt desculțe. În mâna dreaptă ține de toartă o cană în timp ce cu stânga, îndoită pe piept, prinde colțul șervetului pe care îl ține pe umăr. Femeia are fața lată, părul coafat cu cărare pe mijloc, cu bucle strânse în jurul capului. Poartă colobium, tăiat drept la gât, încins pe sub sâni cu o cingătoare pe sub care are o tunica ce ajunge până la pământ. În mâna dreaptă, îndoită din cot și ridicată înspre Camillus, ține un poculum iar în stânga, lăsată în jos de-a lungul corpului și ușor îndoită din cot, are o patera. Jos, între cei doi, se află un panarium înalt, cu capac boltit. După cum se poate constata din urmele rămase, piesa a fost acoperită cu miniu. | Muzeul Național de Istorie a Transilvaniei, Cluj | Cimec    |
|      | Stelă funerară | Datare: sec. III p.Chr. Descoperit: jud. HUNEDOARA, com. VEȚEL, VEȚEL, Vețel (Micia), probabil în ruinele castrului Material: augit-andezit; sculptare; incizare | Stelă funerară iconică anarhitectonică, puțin distrusă în partea inferioară, câmpul inscripției fiind de asemenea ciobit pe alocuri. Piesa era fracturată pe orizontală, sub primul rând al inscripției, azi restaurată. În partea superioară, în medalion (deschis jos și făcând corp comun cu câmpul inscripției) sunt reprezentați cinci defuncți: două femei (?) și un tânăr sus, iar jos, în fața lor, un bărbat bărbos și un copil. În spațiile rămase între marginea medalionului și colțurile superioare ale piesei sunt reprezentate motive vegetale (frunze de acant). Textul inscripției este încadrat de un chenar profilat. De remarcat în inscripție forma milis în loc de miles, formă care mai apare în Dacia părând să fie o variantă de pronunțare vulgară. Descoperită cu ocazia lucrărilor pentru terasametul liniei ferate; cu ocazia transportării la muzeu s-a fracturat pe orizontală sub rândul 1 al inscripției. | Muzeul Național de Istorie a Transilvaniei, Cluj | Cimec    |
|      | Relief votiv sau de cult | Datare: sec. II - III p.Chr. Descoperit: Necunoscută Material: gresie; sculptare în basorelief | Relief mitraic înscris în chenar rectangular lucrat într-o manieră artistică extrem de rudimentară ceea ce se observă mai ales în cazul portretelor personajelor. Inițial, colțul inferior drept era rupt; în prezent piesa este restaurată. Mithras taurochtonul ocupă centrul scenei: poartă costumul specific, cu mantia fluturând, mai puțin căciula frigiană; călare pe taur, îl ține cu o mână de bot iar cu cealaltă îl înjunghie cu un pumnal; lipsesc corbul, șarpele, câinele. În dreapta este reprezentată Luna, în bust, cu coarnele lunii pe cap, în fața ei fiind plasat Cautopates, cu torța ridicată în sus, reprezentat fără căciula frigiană. În stânga este reprezentat Sol, în bust, cu coroană radială de șase raze iar în fața lui Cautes, cu torța în jos, având pe cap căciula frigiană. | Muzeul Național de Istorie a Transilvaniei, Cluj | Cimec    |
|      | Altar funerar anepigraf | Datare: sec. II - III p.Chr. Descoperit: Necunoscută Material: calcar; sculptare în basorelief | Altar funerar anepigraf ușor fragmentat în partea superioară. Partea superioară este ornamentată cu frontoane pe fețele centrale și cu baluștri (pulvini) pe cele laterale. Deasupra, focus-ul este plasat între toate aceste elemente. Dedesubt, pe trei laturi, decorul este compus din cyma, cu frunze de acant și denticoli. Pe fața principală este redată imaginea unui soldat, reprezentat în picioare. El poartă costum militar, cască, un puglio pe șoldul stâng, cureaua de prindere a acestuia trecând oblic peste piept. În dreapta ține o lance iar în stânga o patera (?) deasupra unui altar (?). | Muzeul Național de Istorie a Transilvaniei, Cluj | Cimec    |
|      | Coronament funerar | Datare: prima treime a sec. III p.Chr. Descoperit: jud. CLUJ, com. SUATU, SUATU, În hotarul comunei Suatu de-a lungul albiei pârâului Gădălin. Material: calcar cu granulație mijlocie; sculptare în rond -bosse | Coronament de monument funerar. Partea centrală a monumentului a fost deteriorată încă din vechime producându-se fracturarea figurii centrale (Sfinxul); în rest monumentul este bine păstrat prezentând doar ușoare zgârieturi pe corpul leului din stânga. Monumentul a fost confecționat dintr-un singur bloc de piatră care are partea din spate neprelucrată, semn că se fixa pe un perete și nu era vizibilă. Servea drept coronament funerar pentru un monument impunător, o ediculă sau un cavou monumental (Ardevan). Pe o plintă înaltă de 5 cm sunt plasați doi lei adosați, între ei un Sfinx a cărui imagine a fost deteriorată. Leii sunt aproape identici, cu botul scurt, teșit, cu gura căscată din care atârnă limba. Pe fiecare bot apar două striuri orizontale, deasupra gurii, plus o canelură verticală centrală precum și una similară de-a lungul limbii. Ochii sunt migdalați, fără să aibă irisul marcat. Urechile mici sunt corect redate din punct de vedere anatomic. Coama este foarte stilizată, redată prin nervuri lungi alternate de caneluri ușor ondulate, în formațiuni asimetrice încercând parcă să redea bogăția blănii. Pe frunte se distinge o nervură mediană din care pornesc alte caneluri curbe, simetrice, pe cutia craniană. Corpul felinelor este redat în poziție așezată, ușor ghemuită, ușor mai scurt decât ar fi natural. Labele sunt și ele redate stilizat folosindu-se aceleași șiruri de caneluri curbe (patru) cu ghearele redate destul de naturalist în timp ce falangele sunt redate doar printr-un fel de globule suprapuse. Pe crupă se distinge coada, înfățișată de asemenea destul de nenatural, ca o dublă curbură amplă, terminată fiind cu un vârf rombic. Din reprezentarea centrală se mai obsevă pe abdomenul animalului fantastic patru mamele (două fragmentare), mâinile, iar între acestea o mască virilă. Mâinile sfinxului (formă tardivă de «umanizare» a acestei figuri - vezi M. Renard, în Apulum, VII/1, 1968, p. 273-305) au conturate clar degetele, cele mari atingând părul figurii umane. Aceasta din urmă (13 x 11 cm) prezintă un cap rotund, cu părul scurt, reprezentat prin nervuri verticale, paralele, ușor ondulate. Fața personajului este plină, ochii mari, fără iris, nasul lat, triunghiular, buzele pline (ușor deteriorate de vreme). Expresia generală a feței este calmă, ușor zâmbitoare căutând a reda «serenitatea eternă» a celui trecut în lumea de dincolo (M. Renard, în Apulum, VII/1, 1968, p. 285 sq). Realizarea artistică a leilor se caracterizează prin lipsă de naturalețe, imaginea fiind încărcată, figurile având un aer «baroc». Majoritatea leilor funerari cunoscuți în Dacia au o cu totul altă imagine artistică, singura analogie putând fi considerată o piesă de la Gilău. Leul funerar care constituie monumetul în cauză are labele reprezentate stilizat în aceeași manieră ca și piesa de la Suatu. Aspectul măștii umane cât și a sfinxului sugerează o redare «cubistă și liniară». În provincia Dacia pare să fie cel mai mare număr de monumente funerare reprezentând sfincși ce țin între labe o mască umană (M. Renard, în Apulum, VII/1, 1968, nota 9) dar foarte rar apare această combinație între acest motiv și leul funerar. Se găsesc în Dacia romană doar trei asemenea monumente, dintre care unul este cel menționat și ca analogie (fragmentul de la Gilău). Monumentul funerar de la Suatu este până acum cel mai frumos și mai bine păstrat exemplar care să prezinte asocierea leilor funerari adosați cu sfinxul cu mască umană. Cum asemenea reprezentări lipsesc în alte provincii, R. Ardevan crede că putem socoti această compoziție drept un aport original al pietrarilor daco-romani la arta romană provincială, ca medalionul funerar asociat cu doi lei adosați (vezi D. Protase, în SCIV, XI, 1960, 2, p. 330-331).În vatra satului Suatu există menționate descoperiri romane precum și un conac nobiliar al cărui proprietar era colecționar de antichități dar locul descoperirii monumentului este prea îndepărtat pentru a putea fi pus în legătură cu aceste elemente. În schimb, în hotarul satului Căianu, în proximitate, aproape de același pârâu, s-au descoperit fragmente ceramice romane precum și un postament de calcar. Probabil monumentul funerar provine de aici și a fost transportat cândva în epocă modernă fiind însă abandonat pe drum. La hotarul sudic al satului Căianu, aproape de limita cu Suatu, în punctul «La Feredeu» este semnalată o așezare rurală romană necercetată (TIR L34, 43). Se cunoaște și o inscripție ridicată de un veteran (CIL III 7655). | Muzeul Național de Istorie a Transilvaniei, Cluj | Cimec    |
|      | Altar votiv | Datare: sec. III p.Chr. Descoperit: jud. CLUJ, com. GILĂU, GILĂU Material: calcar; sculptare; gravare | Altar votiv simplu dedicat lui Silvanus Domesticus, frumos finisat cu dalta cu dinți. Monumentul este ușor ciobit în partea stângă în cursul descoperirii; câmpul inscripției este complet, cu excepția literei I de la sfârșitul rândului 2 din care se păstrează doar partea inferioară. Altarul a fost descoperit împreună cu alte două monumente similare. Locația descoperirii celor trei inscripții (v 36.441, v 36.422, v 36.423) este legată indubitabil de apartenența dedicanților la mediul militar reprezentat de castru și vicus. Doi dintre aceștia sunt militari în ala Siliana trupă care staționa în castrul de la Gilău. P. Aelius Maximus ridică altarul în timp ce era în serviciul activ îndeplinind funcția de sesquiplicarius. Această gradație se referă la ofițerii inferiori care împreună cu decuriones și duplicarii sunt enumerați sub numele generic de principales eorum printre ofițerii subordonați ai prefectului alei. Este primul militar de la Gilău atestat cu acest grad. Sesquiplicarii, așa cum o arată și numele, primesc, spre deosebire de simplii soldați (milites, immunes), o soldă și jumătate, în comparație cu duplicarii care primesc două. După Pseudo-Hyginus, într-o unitate cu cca 500 de călăreți cum era și Ala Siliana, existau 16 sesquiplicarii, câte unul pentru fiecare turmă (și că aceștia beneficiau de serviciul a doi cai). P. Aelius Maximus închină altarul lui Silvanus, invocat cu epitetul comun Domesticus, o divinitate din grupul principal de divinități adorate în Dacia romană. Presupune că personajul care dedică altarul este același cu P. Aelius Maximus care dedică inscripțiile votive de la Napoca și Ciumăfaia, fiul lui Aelius Iulius de la Ciumăfaia. A fost descoperit împreună cu v 36.422, v 36.423. 441. Cele trei altare sunt cioplite din aceeași piatră, în același stil, par a fi ieșit din același atelier. Piesele pot proveni dintr-un templu, dar și din alte construcții unde puteau să fi fost refolosite. | Muzeul Național de Istorie a Transilvaniei, Cluj | Cimec    |
|      | Relief votiv | Datare: sec. II - III p.Chr. Descoperit: jud. HUNEDOARA, com. SÂNTĂMĂRIA-ORLEA, SÂNTĂMĂRIA-ORLEA Material: marmură; sculptare în basorelief | Relief votiv pe care, în chenar, este reprezentată Diana în ipostaza de pregătire pentru vânătoare vânătoare. Zeița este redată frontal, cu picioarele depărtate, într-un contrapost amplu pe piciorul drept, detaliu care sugerează mișcarea. Zeița poartă chiton scurt, mantie care îi cade pe umeri și de o parte și de alta a corpului, redată amplu, sugerând mișcarea. Drapajul veșmintelor este sumar reprezentat. În picioare, zeița poartă sandale. Părul coafat în bucle este strâns în jurul capului, peste care se vede diadema. Portretul este realizat destul de rudimentar: ochii mari, obrajii plini, nasul drept. În stânga ține arcul iar mâna dreaptă o duce spre tolba de pe umăr din care scoate o săgeată. De-o parte și de alta a zeiței, la picioarele ei, sunt reprezentați doi câini, ambii orientați spre chenarul plăcii. Realizarea artistică este destul de modestă. Tipologie: LIMC II/1, Tipul II. 2. 2a Artemis la vânătoare îmbrăcată cu chiton scurt, subtipul Versailles, p. 645-646. | Muzeul Național de Istorie a Transilvaniei, Cluj | Cimec    |
|      | Altar votiv | Datare: sec. II - III p.Chr. Descoperit: jud. ALBA, ALBA IULIA, Partoș Material: calcar; sculptare; gravare | Altar votiv dedicat lui Mithras, cu baza deteriorată. Coronamentul este decorat cu acrotere și un fronton triunghiular în centrul căruia se află capul lui Sol cu nimb și cunună de raze; între acrotere sunt reprezentate rozete. Pe fața laterală stângă a piesei este reprezentat un urceus iar pe fața dreaptă, o patera. Observații: numele dedicantului este grecesc - Κρεστιον (I. Piso, IDR III/5, 272; Kerényi A., A Dáciai személynevek (Die Personennamen von Dacien) Budapest, 1941, nr. 1892). | Muzeul Național de Istorie a Transilvaniei, Cluj | Cimec    |
|      | Perete lateral drept de aedicula funerară | Datare: sec. II - III p.Chr. Descoperit: jud. CLUJ, GHERLA, Castrul de la Gherla (în retentura castrului) Material: tuf; cioplire; sculptare în basorelief | Perete lateral drept de aedicula funerară. Decorul este compus din două registre separate printr-o bordură lată de 3 cm. În registrul superior este reprezentat un călăreț orientat spre stânga. Capul este întors spre privitor, trăsăturile feței sunt grosolan redate, ochii bulbucați, nasul lat, urechile mari văzute frontal, coafura redată prin șuvițe paralele sugerând părul scurt și pieptănat peste cap. Personajul este înveșmântat în tunica manicata până deasupra genunchilor peste care poartă o mantie pliată pe piept și care cade pe spate. Cele două veșminte sunt drapate. Sub tunica, cavalerul purta probabil bracae. Se remarcă proporțiile eronate ale corpului, partea superioară prea mică în raport cu picioarele extrem de lungi. Calul are harnașamentul detaliat reprezentat și coada împletită, căzând ondulat de-a lungul corpului, până la pământ. Piciorul anterior drept este puternic îndoit dar a rămas fixat pe sol, artistul uitând parcă să îl ridice puțin în aer pentru a sugera mișcarea dorită. Partea inferioară a tuturor membrelor animalului este nefiresc de subțire. În registrul inferior sunt reprezentați doi gladiatori luptându-se, iar între ei un copac redat schematic. Gladiatorii poartă coifuri (conic la cel din dreapta și trapezoidal la cel din stânga), scuturi rotunde și săbii scurte și par a fi nuzi. Mișcarea este sugerată doar de reprezentarea picioarelor, restul corpului fiind în ambele cazuri extrem de static. Redarea artistică este artizanală. | Muzeul Național de Istorie a Transilvaniei, Cluj | Cimec    |
|      | Altar votiv | Datare: sec. II (după 161) - III p.Chr. Descoperit: jud. CLUJ, CLUJ-NAPOCA Material: calcar; sculptare; gravare | Altar votiv închinat lui Liber Pater, păstrat integral având mici deteriorări. Capitelul este decorat cu timpan, în centru ornat cu rozetă de la care pornesc lateral frunze de acant; la colțuri sunt plasate acrotere și palmete. Pe părțile laterale decorul este asemănător. Dedicantul - Publius Aelius Marcianus este decurion al orașului Napoca. Altarul atestă rangul de colonie al orașului (Colonia Aurelia Napoca) primit sub împăratul Marcus Aurelius (161-180) sau Commodus (180-192). | Muzeul Național de Istorie a Transilvaniei, Cluj | Cimec    |
|      | Mars als Lanzenschwingwer | Datare: Prima jumătate a sec. al II-lea (epoca Traian-Hadrian) Școală: Atelier italic Descoperit: jud. Jud. CLUJ, com., TURDA, Str. Romană Material: bronz turnat plin | Mars nud, cu trăsături de efeb, pregătindu-se să arunce sulița. Pășește pe vârfuri, cu greutatea corpului lăsată pe piciorul drept, stângul e adus în față. Brațul drept e ridicat, formând cu antebrațul un unghi drept; în mâna dreaptă ține sulița (acum lipsă). Brațul stâng e întins lateral pentru cumpănirea corpului. Fața are trăsături fine, cu ochi migdalați și sprâncene arcuite, nasul drept, gura mică, cu buzele ușor întredeschise, gâtul încordat. Părul cu bucle în manieră policletiană (Lucia Marinescu). Pe cap are un coif cu panaș susținut de un sfinx. Musculatura frumoasă, de atlet tânăr, fără a fi exagerată. Sunt reprezentați mușchii pectorali, bicepșii, mușchii abdominali, linia inghinală, mușchiul trapez, omoplații, linia vertebrală și cea interfesieră. Schindler vede în acest tip o creație a epocii augustane, de inspirație elenisică, iar piesa o datează în epoca Traian-Hadrian. Simon o încadrează în tipul Mars als Lanzenschwingwer, cuoscut în Italia republicană, cu apariții sporadice în epoca imperială. Statueta este datată în epoca Traian-Hadrian. | Muzeul de Istorie, Turda                         | Cimec    |
|      | Jupiter en majesté | Datare: A II-a jumătate a sec. I Școală: Probabil italic Descoperit: jud. Jud. CLUJ, com., TURDA, Cadrul Legiunii V Macedonica Material: bronz, argint și aramă; turnat plin, turnat gol, încrustații argint și aramă | Iupiter în picioare, cu greutatea corpului pe piciorul drept, genunchiul fiind în extensie completă. Calcă cu toată talpa dreaptă. Piciorul stâng e flexat din genunchi, adus ușor lateral și în spate, calcă pe vârfurile degetelor. Contrapost perfect. În timp ce corpul este foarte puțin întors spre stânga, capul e puțin întors spre dreapta. Zeul are fruntea îngustă, nasul drept, gura ușor întredeschisă, privirea e îndreptată în sus. În orbite avea probabil încrustații de argint, acum căzute. Creștetul capului ascuțit, unde părul face un vârtej, iar dedesubtul unei diademe părul continuă în șuvițe în spirală spre ceafă și bucle inelare care în conjoară fața. Mustăți și barbă cârlionțată. Corpul e atletic, fără a fi al unei persoane tinere. Mușchiul trapez bine dezvoltat; se observă pectoralii, abdominalii, linia inghinală, omoplații bine conturați. Mamelele sunt marcate cu încrustații de aramă; probabil la fel era marcat ombilicul. Brațul drept e lăsat pe lângă corp; în mâna dreaptă ține mănunchiul torsionat de fulgere (vârful mănunchiului dinspre spate e rupt). Brațul stâng este îndoit; cu mâna stângă ținea probabil un sceptru lung, acum lipsă. Peste braț și peste umărul stâng atârnă o draperie (pallium) care cade în falduri în zig-zag până mai jos de genunchi. Draperia are la poale trei greutăți conice. În picioare zeul poartă sandale legate cu curelușe de gleznă, care-i lasă libere degetele. Soclul este în formă de mosor, cu decor din turnare la partea supeioară și inferioară, și cu decor prin incrustare cu argint și aramă la mijloc, un motiv floral înscris în cerc. Spre partea de jos a soclului există un orificiu tăiat ulterior confecționării piesei. Este unica statuetă din Dacia descoperită împreună cu soclul care, la rândul său e unic în Dacia prin decor. Piesa aparține tipului Jupiter en majesté. Originea tipului iconografic - Iupiter seminud, cu fulgerul în mâna dreaptă și sceptrul în stânga, este de căutat în arta greacă, prototipul fiind creat fie în cercul urmașilor lui Phidias, fie de Myron, fie de Lysipp; alții cred că, pornind de la clasicismul grec, s-a creat o opeă eclectică. | Muzeul de Istorie, Turda                         | Cimec    |
|      | Sfeșnic cu brațe | Datare: Sec. II-III Descoperit: jud. Jud. CLUJ, com., TURDA, Cadrul Legiunii V Macedonica Material: bronz; corpul și brațele sfeșnicului sunt turnate plin iar baza este turnată gol | Corpul sfeșnicului e constituit din jumătatea superioară a figurii unui Silen. Acesta are trăsăturile specifice: cap mare, chel și ușor țuguiat, urechi mari și ascuțite, barbă mare, buze groase. Musculatura e flască. Trupul Silenului pare să iasă dintr-un caliciu, pe care se sprijină cu mâinile. Acest element vegetal se naște dintr-o labă de leu (?) cu patru ghiare, așezată pe un postament circular mulurat. Pe spatele Silenului se află un dispozitiv paralelipipedic, cu trei deschizături rectangulare pentru fixarea a trei brațe de candelabru. La descoperire se mai păstra un singur braț întreg, înfipt în deschiderea din extremitatea dreaptă (stânga Silenului). În deschiderea din cealaltă extremitate se mai păstra terminația rectangulară a brațului rupt. Un al patrulea braț se fixa în față într-un dispozitiv similar celui de pe spinare, dar cu o singură deschidere. Prin urmare brațele – suporturi pentru lumânări (?) sau pentru lucerne erau dispuse în formă de cruce, cele trei fixate pe spinare fiind la același nivel, iar al patrulea, fixat în față, situându-se mai jos. Forma unduitoare a brațelor se inspiră dintr-o palntă cu cârcei. La capete brațele se încheie printr-un mic disc orizontal. | Muzeul de Istorie, Turda                         | Cimec    |
|      | Sfeșnic | Datare: Sec. II-III Descoperit: jud. Jud. CLUJ, com., TURDA, Cadrul Legiunii V Macedonica Material: bronz; corpul turnat plin, baza turnată gol | Pe un soclu cu opt fațete evazate se află o mică plintă hexagonală care constituie suportul pentru corpul sfeșnicului, un acrobat care stă în mâini, cu picioarele alipite și îndreptate în sus. O bonetă legată sub bărbie îi acoperă capul tratat schematic, cu ochi mari. Corpul e bine proporționat, dar fără grijă pentru amănunte (palme, labele picioarelor). Îmbrăcămintea se reduce la un subligaculum, din benzi verticale decorate la partea inferioară cu cerculețe. Pe tălpi acrobatul ține o sferă, peste care este așezat un dispozitiv în formă de floare, având șase petale cu mici protuberanțe rotunde la capete. Petalele au câte o nervură mediană reliefată; vârful unei petale este rupt. În centrul florii există un spin din fier pentru fixarea lumânării. | Muzeul de Istorie, Turda                         | Cimec    |
|      | Brățară | Datare: a doua jumătate a sec. I a.Chr. Descoperit: jud. SĂLAJ, com. ȘĂRMĂȘAG, ȘĂRMĂȘAG Material: Argint;confectionată prin martelare și decorată prin incizare și poansonare | Piesa pare să fie confecționată dintr-o bară masivă de argint, cu secțiune rotundă neregulată. Cele două extremități ale ei sunt puternic profilate și ornamentate cu incizii și alveole. Ornamentul redă, la cele două extremități ale brățării, două capete de animal (greu de precizat) stilizate. | Muzeul Național de Istorie a Transilvaniei, Cluj | Cimec    |
|      | Colier din aur, cu mărgele din pietre semiprețioase | Datare: sec. II - III p.Chr. Descoperit: jud. CLUJ, com. MUNICIPIUL CLUJ-NAPOCA, CLUJ-NAPOCA Material: aur, trefilare, lipire; chihlimbar, coral, perle, sticlă, tăiere, șlefuire | Lanț lucrat din zale simple de aur, intercalate cu zale în formă de buclă prevăzută cu un cârlig, de care se prind 17 mărgelele din chihlimbar, coral, sticlă translucidă vișinie și sticlă opacă verzuie, precum și 8 perle. Mărgelele au formă poliedrică fațetată, cilindrică sau biconică; sistem de închidere cu buclă și cârlig; tip Popović III.1.1 | Muzeul Național de Istorie a Transilvaniei, Cluj | Cimec    |
|      | Mărgea bitronconică | Datare: Sec. V Material: aur, cloisoné, filigranare, lipire | Piesa este ușor deformată, iar mici fragmente din diferite părți lipsesc; formă bitronconică; lucrată din foiță subțire de aur, realizată din două trunchiuri de con. Locul de îmbinare al trunchiurilor de con este mascat de un inel format din 33 de celule rectangulare care înconjoară zona mediană a piesei. Trunchiurile de con au fost realizate prin îndoirea a patru foițe de formă trapezoidală, la locurile de îmbinare fiind plasate benzi cu casete mici care imită forma spicului de grâu. Spațiile dintre benzi sunt ornamentate cu același decor realizat în tehnica filigranului (un cerc și trei motive de forma cifrei opt dispuse triunghiular). Orificiile sunt înconjurate de cinci cercuri concentrice realizate din fire foarte subțiri. Primele două cercuri dinspre interior sunt simple fiind urmate de două torsionate iar cel din exterior este din fir crestat. Inițial în casete erau încastrate granate, astăzi pierdute, unele spații goale fiind deteriorate. | Muzeul Național de Istorie a Transilvaniei, Cluj | Cimec    |
|      | Cercei din aur, cu piatră din sticlă și sistem de închidere în formă de S                                                                                  | Datare: sec. II - III p.Chr Dimensiuni: mărgea-L: 7,1 mm; I: 4,2 mm Material: aur, ciocănire "au repousse", trefilare; sticlă, tăiere, șlefuire | Cercei integral păstrați; sistem de prindere cu cârlig în formă de S, realizat dintr-o sârmuliță de aur; capătul este fixat prin lipire de o casetă dreptunghiulară, cu o bordură decorată cu palmete stilizate, prin ciocănire "au repousse"; în interiorul casetei este fixată o piatră din sticlă albastră, translucidă. Tip VII Popović. | Muzeul Național de Istorie a Transilvaniei, Cluj | Cimec    |
|      | Cercei cu pandaniv din sticlă | Datare: sec. II - III p.Chr Material: aur, trefilare, răsucire; sticlă | Cercei în formă de verigă, de care atârnă câte un pandantiv globular din sticlă albastră translucidă, respectiv gri-petrol. Pandantivul este prins de verigă printr-o sârmuliță din aur. Cârligul de la sistemul de închidere este rupt. | Muzeul Național de Istorie a Transilvaniei, Cluj | Cimec    |
|      | Cercei cu pandantiv din mărgele de sticlă | Datare: sec. V - VI Material: aur, sticlă; trefilare, răsucire, tăiere, șlefuire | Cercei cu verigă circulară în secțiune, prevăzută cu un sistem de închidere format dintr-o buclă și un cârlig; la partea inferioară a verigii, două tubulețe din foiță de aur încadrează două mărgele globulare: una din sticlă translucidă vișinie, cealaltă din sticlă opacă albastră la un cercel și sticlă opacă gri-petrol la cel de-al doilea cercel. Între cele două mărgele este prins pandantivul format dintr-o sârmuliță, pe care sunt înșirate câte trei mărgele: două globulare, din sticlă opacă de culoare verde și una biconică, din sticlă translucidă de culoare albastră. Câte o foiță de aur, în formă de rozetă, delimita fiecare mărgea. La ambii cercei sistemul de închidere a fost restaurat. | Muzeul Național de Istorie a Transilvaniei, Cluj | Cimec    |
|      | Inel | Datare: sfârșitul sec. 6 - prima jumătate a sec. 7 p. Chr. Descoperit: jud. MUREȘ, com. BAND, BAND Material: aur; caboșon, kerbsnitt, filigran, sudare | Inel cu verigă circulară neregulată, cu secțiunea plată, lățit în zona chatonului cu care face corp comun; chaton oval ornamentat într-un stil care combină tehnica încrustării cu tehnica kerbschnitt. Decorul încrustat cuprinde următoarele elemente: un motiv central compus dintr-un cerc ce are atașat de-o parte și de alta, pe lățimea verigii, câte un arc de cerc; câte o celulă de formă rombică, de-o parte și de alta a cercului, de-a lungul verigii; celulele rombice și apoi în formă de scoică urmând pe ambele părți, de-a lungul axei lungi, celulele rombice alăturate cercului. Decorul a fost realizat prin sudarea unei foițe de aur în interiorul verigii, care avea și rolul de a susține plăcuțele de sticlă. Acestea erau de culoare albă translucidă cu grosime de cca. 1 mm, fiind tăiate în forme adecvate și montate în caboșoane. Pentru o mai bună stabilitate plăcuțele de sticlă au fost lipite de foița de aur iar marginile casetelor au fost îndoite spre interior. Cu excepția celei din mijloc, monturile s-au păstrat. În dreapta și în stânga încrustațiilor suprafața chatonului este ornamentată cu un decor incizat din care ies în evidență păsările stilizate. | Muzeul Național de Istorie a Transilvaniei, Cluj | Cimec    |
|      | Cercel din aur cu cap poliedric masiv | Datare: Sec. V p.Chr. Descoperit: jud. CLUJ, com. MUNICIPIUL CLUJ-NAPOCA, CLUJ-NAPOCA Material: aur, turnare, trefilare | Cercel din aur, cu cap poliedric masiv, cu fețe lise și fără urme de decor; verigă de formă ovală, circulară în secțiune, terminată printr-un capăt ușor subțiat, tăiat drept, celălalt fiind prins într-un cub masiv cu colțurile tăiate. | Muzeul Național de Istorie a Transilvaniei, Cluj | Cimec    |
|      | Cercel din aur cu cap poliedric masiv | Datare: Sec. V p.Chr. Descoperit: jud. CLUJ, com. MUNICIPIUL CLUJ-NAPOCA, CLUJ-NAPOCA, România, zona Transilvania Material: aur, turnare, trefilare | Cercel din aur, cu cap poliedric masiv, cu fețe lise și fără urme de decor; verigă de formă ovală, circulară în secțiune, terminată printr-un capăt ușor subțiat și tocit, ornamentat cu patru linii subțiri incizate de jur împrejur, capătul celălalt fiind un cub masiv cu colțurile tăiate. | Muzeul Național de Istorie a Transilvaniei, Cluj | Cimec    |
|      | Cercel cu pandantiv | Datare: sec. II - III p.Chr. Descoperit: jud. MUREȘ, com. MUNICIPIUL TÂRGU MUREȘ, TÂRGU MUREȘ Material: aur, trefilare, cizelare, lipire | Cercel din aur cu pandantiv integral păstrat; sistem de prindere în formă de S; cârligul, dublu îndoit, este lucrat dintr-o sârmă din aur îndoită la partea superioară în formă de S, aplatizată spre centru și lipită de capul cercelului; la partea inferioară, cârligul este subțiat și îndoit, formând veriga de prindere a pandantivului. Cap semisferic, cu motiv ornamental perlat, atât în partea centrală, cât și pe margine. Pandantivul este lucrat din sârmă răsucită, în același motiv decorativ. | Muzeul Național de Istorie a Transilvaniei, Cluj | Cimec    |
|      | Cercei cu pandantiv din pastă de sticlă | Datare: sec. II - IV p.Chr. Descoperit: jud. CLUJ, com. MUNICIPIUL CLUJ-NAPOCA, CLUJ-NAPOCA, Napoca Material: aur, batere, trefilare, răsucire, șlefuire, pastă sticlă | Cercei din aur, cu pandantiv din pastă de sticlă integral păstrați; verigă simplă, de care este suspendat cu ajutorul unui cârlig din sârmă de aur răsucită câte un pandantiv format dintr-o mărgea poligonală, din pastă de sticlă, de culoare verzuie; sistem de închidere cu cârlig și buclă răsucită în formă de 8. | Muzeul Național de Istorie a Transilvaniei, Cluj | Cimec    |
|      | Inel din aur, gemă din carneol cu imaginea lui Mercur | Datare: sec. II - III p.Chr. Descoperit: jud. HUNEDOARA, com. MUNICIPIUL DEVA, DEVA Material: aur, carneol, batere, tăiere, gravare, lipire | Inel din aur, gemă din carneol cu imaginea lui Mercur, integral păstrat; veriga, semirotundă în secțiune și profil ușor concav, se dezvoltă pe verticală și se lățește la partea superioară; umeri rotunjiți; montură elipsoidală, dispusă pe toată suprafața părții superioare a inelului. Gemă din carneol, cu imaginea lui Mercur, nud, cu petasus, șezând spre dreapta, pe un tron redat în formă de coloană; cele două atribute, caduceul și punga cu bani, sunt foarte schematic redate. | Muzeul Național de Istorie a Transilvaniei, Cluj | Cimec    |
|      | Inel | Datare: tip datat între sec. I - III p.Chr Descoperit: jud. SIBIU, com. MICĂSASA, MICĂSASA Material: aur, batere la cald, incizare | Inel din aur, în formă de șarpe, integral păstrat; inciziile redând pielea șarpelui sunt vizibile doar pe o porțiune a corpului; veriga aplatizată, redă corpul șarpelui într-o spirală, subțiată spre coadă; interiorul verigii, pe porțiunea corpului este lis; capul aplatizat și îndoit pe vertiaclă; prin incizii oblice, sunt redate detaliile capului, atât pe interiorul, cât și pe exteriorul inelului; ochi bine conturați, prin două puncte mici, incizate. Tip 7 Guiraud. | Muzeul Național de Istorie a Transilvaniei, Cluj | Cimec    |
|      | Inel din aur, gemă din calcedonie albastră, Leda | Datare: sec. II - III p.Chr. Descoperit: jud. HUNEDOARA, com. VEȚEL, VEȚEL, MICIA Material: aur, calcedonie; batere, tăiere, șlefuire, gravare | Inel din aur, gemă din calcedonie albastră, integral păstrat; veriga, semirotundă în secțiune, se lățește spre partea superioară; șaton elipsoidal, dispus pe toată suprafața părții superioare a inelului; gemă din calcedonie albastră, gravată cu imaginea Ledei, întinsă pe kline; lebăda foarte schematic redată. | Muzeul Național de Istorie a Transilvaniei, Cluj | Cimec    |
|      | Pereche de cercei din aur, cu sistem de prindere în formă de S și cap semisferic                                                                           | Datare: sec. II - III p.Chr. Descoperit: jud. CLUJ, com. MUNICIPIUL CLUJ-NAPOCA, CLUJ-NAPOCA, NAPOCA Material: aur, batere, trefilare, îndoire | Pereche de cercei din aur, cu sistem de prindere în formă de S și cap semisferic, integral păstrați; sistem de prindere în formă de S, lucrat din sârmă de aur, cu un capăt subțiat, iar celălalt aplatizat și lipit pe spatele cercelului; cap în formă de umbo. | Muzeul Național de Istorie a Transilvaniei, Cluj | Cimec    |
|      | Inel de logodnă | Datare: sec. II - III p.Chr. Descoperit: jud. MUREȘ, com. CRISTEȘTI, CRISTEȘTI Material: aur, ciocănire "au repousse" | Inel de logodnă din aur; veriga, semirotundă în secțiune, are formă elipsoidală și se lățește treptat spre partea superioară; într-un registru oval, încadrat de un motiv perlat, este redat în relief un cuplu, în poziție frontală; bărbatul îmbrăcat într-o tunică , întinde mâna dreaptă femeii, care poartă stolla și palla. | Muzeul Național de Istorie a Transilvaniei, Cluj | Cimec    |
|      | Fibulă cu picior lanceolat | Datare: prima jumătate a sec. V p.Chr. Descoperit: jud. SIBIU, com. BAZNA, VELȚ Material: argint, aur; turnare, caboșon, batere | Fibulă cu picior lanceolat, fragmentară; piciorul lanceolat, cu vârful rotunjit, are lățimea maximă amplasată în treimea superioară. Corpul turnat din argint este acoperit cu o foaie de aur în care sunt fixate în caboșoane triunghiulare almandinele. Conturul plăcii piciorului și baza fiecărei casete sunt marcate cu un fir de aur în tehnica pseudogarnulației. Portagrafa lipsește. | Muzeul Național de Istorie a Transilvaniei, Cluj | Cimec    |
|      | Sabie | Datare: sec. III î. Hr. Descoperit: jud. Cluj, com. Apahida, Dezmir Material: Piesă din fier realizată prin forjare | Piesă din fier, cu lama lată care prezintă o nervură pronunțată pe mijloc. Are două tăișuri și vârful ascuțit. Piesa se păstrează aproape în întregime. | Muzeul Național de Istorie a Transilvaniei, Cluj | Cimec    |
|      | Teacă de spadă | Datare: sec. III-II î. Hr Descoperit: jud. Cluj, com. Apahida, Dezmir Material: Piesă din fier realizată prin forjare | Piesă confecționată dintr-o tablă subțire de fier, de formă semicirculară în partea superioară unde avea urechiușe de prindere pe centură și terminată printr-o buterolă în partea inferioară. Piesa se prezintă în stare bună de conservare. | Muzeul Național de Istorie a Transilvaniei, Cluj | Cimec    |
|      | Mistreț | Datare: sec. II î. Hr. Descoperit: jud. Cluj, com. Luna, Luncani Material: Piesă din bronz obținută prin turnare și cizelare | Piesă din bronz acoperită cu patină nobilă. Figurina reprezintă un mistreț; coama animalului, de mari dimensiuni cu restul corpului a fost decorată prin ajurare. Piesa se păstrează în întregime. | Muzeul Național de Istorie a Transilvaniei, Cluj | Cimec    |
|      | Coif cu motive geometrice | Datare: sec. IV-III î. Hr. Descoperit: jud. Alba, com. Hopârta, Silivaș Material: Piesă din fier realizată prin forjare | Piesă de formă semisferică prevăzută cu o apărătoare de ceafă semilunară. Apărătoarea a fost decorată cu motive geometrice. Piesa se prezintă într-o stare de conservare bună. | Muzeul Național de Istorie a Transilvaniei, Cluj | Cimec    |
|      | Cuțit de luptă | Datare: sec. II î. Hr. Descoperit: jud. Cluj, com. Săndulești, Săndulești Material: Piesă din fier realizată prin forjare | Piesă confecționată dintr-o placă de fier masivă cu o muchie groasă la partea concavă și tăioasă pe cea convexă. Mânerul scurt, îndoit spre direcția tăișului prezintă o nodozitate la mijloc și se termină cu o alta. Piese se prezintă în stare bună de conservare. | Muzeul Național de Istorie a Transilvaniei, Cluj | Cimec    |
|      | Centură | Datare: III î. Hr. Descoperit: jud. Bistrița-Năsăud, com. Urmeniș, Delureni Material: Piesă din bronz realizată prin turnare | Piesa este compusă din elemente decorative alungite cu nodozități mari la capete în ale căror orificii intră verigi de bronz care asigură unitatea lanțului. Un capăt constă într-un element decorativ din bronz - un dreptunghi central din care pornesc, așezate pe fiecare latură, două cercuri perforate și două noduri, la rândul lor perforate. Cel de al doilea capăt are un element decorativ asemănător celui anterior, completat cu o porțiune semilunară. Ambele capete au partea inferioară netedă spre a putea fi atașate pe un suport rigid. | Muzeul Național de Istorie a Transilvaniei, Cluj | Cimec    |
|      | Brățară | Datare: III î. Hr. Descoperit: jud. Cluj, com. Apahida, Apahida Material: Piesă din bronz realizată prin turnare | Brațară compusă din patru semiove mari. Piesă are un sistem de închidere ce constă într-o limbă perforată ce intra într-un lăcaș al semiovei învecinate. Piesa a făcut parte din inventarul unui mormânt. Se prezintă într-o stare bună de conservare. | Muzeul Național de Istorie a Transilvaniei, Cluj | Cimec    |
|      | Lupă de fier cu decupaj | Datare: I p. Chr. Descoperit: jud. Hunedoara, com. Orăștioara de Sus, Grădiștea de Munte Material: Piesă din fier obținută prin reducere | Piesă din fier de formă aproximativ circulară, cu un decupaj triunghiular în zona de mijloc. Partea superioară a ei este concavă și cu aspect zgrunțuros, neregulat, iar partea de jos este convexă. Piesa se prezintă într-o stare foarte bună de conservare. | Muzeul Național de Istorie a Transilvaniei, Cluj | Cimec    |
|      | Nicovală | Datare: I p. Chr. Descoperit: jud. Hunedoara, com. Orăștioara de Sus, Grădiștea de Munte Material: Piesă din fier obținută prin forjare | Piesă masivă din fier, de formă paralelipipedică; în partea inferioară prezintă câte o șănțuire adâncă pe fiecare dintre laturi și patru picioare menite să-i mărească stabilitatea; aparține tipului II de nicovale dacice. Piesa se prezintă într-o stare foarte bună de conervare. | Muzeul Național de Istorie a Transilvaniei, Cluj | Cimec    |
|      | Clește | Datare: I p. Chr. Descoperit: jud. Hunedoara, com. Orăștioara de Sus, Grădiștea de Munte Material: Piesă din fier obținută prin forjare | Piesă din fier cu brațe decorate. În zona gurii de prindere, brațele sunt ușor arcuite și lățite la extremități în forma unor lopățele dreptunghulare, la rândul lor decorate cu motive geometrice. Mânerele prezintă la capăt un buton sferic. Piesa aparține tipului X din categoria cleștilor dacice. Se păstrează într-o stare bună. | Muzeul Național de Istorie a Transilvaniei, Cluj | Cimec    |
|      | Clește | Datare: I p. Chr. Descoperit: jud. Hunedoara, com. Orăștioara de Sus, Grădiștea de Munte Material: Piesă din fier realizată prin forjare | Piesă de mari dimensiuni care are unul din brațele gurii drept și celălat curb. Zona nituirii brațelor este mult lățită. Piesa face parte din tipul V al cleștilor dacici. Se prezintă într-o stare foarte bună de conservare. | Muzeul Național de Istorie a Transilvaniei, Cluj | Cimec    |
|      | Baros | Datare: I p. Chr. Descoperit: jud. Hunedoara, com. Orăștioara de Sus, Grădiștea de Munte Material: Piesă din fier realizată prin forjare | Piesă din fier masivă cu două capete, unul cilindric, iar celălalt aplatizat pe direcția cozii se termină dreptunghiular. Corpul piesei este mult îngroșat în dreptul orificiului de înmănușare de formă ovală. Piesa aparține tipului II de baroase dacice. | Muzeul Național de Istorie a Transilvaniei, Cluj | Cimec    |
|      | Baros | Datare: I p. Chr. Descoperit: jud. Hunedoara, com. Orăștioara de Sus, Grădiștea de Munte Material: Piesă din fier realizată prin forjare | Piesă de fier masivă, paralelipipedică, cu gaura pentru coadă la mijloc și cele două capete identice. Prezintă urme de utilizare (înflorire și crăpare la unul dintre capate). Face parte din tipul I al uneltelor dacice din această categorie. | Muzeul Național de Istorie a Transilvaniei, Cluj | Cimec    |
|      | Ciocan | Datare: I p. Chr. Descoperit: jud. Hunedoara, com. Orăștioara de Sus, Grădiștea de Munte Material: Piesă din fier realizată prin forjare | Piesă din fier care are două brațe, unul dintre ele de formă cilindrică, iar celălalt aplatizat și ușor curbat în direcția cozii de lemn care intra într-un orificiu aflat la mijloc. Alături de orificiu, în exteriorul părții cilindrice a fost ștanțat un semn circular ce încadrează o cruce (probabil semn de meșter). Piesa aparține tipului I al ciocanelor dacice utilizate ca unelte de orfevrărie. | Muzeul Național de Istorie a Transilvaniei, Cluj | Cimec    |
|      | Tub de suflat sticlă | Datare: I p. Chr. Descoperit: jud. Hunedoara, com. Orăștioara de Sus, Grădiștea de Munte Material: Piesă din fier obținută prin forjare | Piesă sub forma unui tub prelung, având capătul inferior îngustat ca un ajutaj, iar cel superior mult aplatizat spre a putea primi o bucșă cilindrică, tot din fier, perforată. Piesa se prezintă într-o stare bună de conservare. | Muzeul Național de Istorie a Transilvaniei, Cluj | Cimec    |
|      | Frigare | Datare: I p. Chr. Descoperit: jud. Hunedoara, com. Boșorod, Luncani Material: Piesă din fier realizată prin forjare | Piesă lucrată dintr-o bară din fier aplatizată și având la un capăt o verigă obținută prin îndoirea și torsarea unei tije de fier. La celălalt capăt prezintă cinci dinți ascuțiți și sudați. Piesă se păstrază în stare bună de conservare. | Muzeul Național de Istorie a Transilvaniei, Cluj | Cimec    |
|      | Plug - cuțit | Datare: I p. Chr. Descoperit: jud. Hunedoara, com. Orăștioara de Sus, Grădiștea de Munte Material: Piesă din fier realizată prin forjare | Piesa este confecționată dintr-o bară masivă, paralelipipedică, lățită și ascuțită la capătul inferior. Secțiunea tăișului este triunghiulară. Piesa a fost descoperită la Grădiștea de Munte, în inventarul atelierului de pe terasa a VIII-a; în partea superioară a fost incizată litera grecească φ. | Muzeul Național de Istorie a Transilvaniei, Cluj | Cimec    |
|      | Brăzdar | Datare: I p. Chr. Descoperit: jud. Hunedoara, com. Orăștioara de Sus, Grădiștea de Munte Material: Piesă din fier realizată prin forjare | Piesa constă dintr-o bară masivă, aplatizată, lățită și îndoită la unul dintre capete și terminată într-un cârlig la celălalt. În treimea inferioară a lungimii sale, brăzdarul este îndoit atât pe axul longitudinal, cât și pe cel transversal și are aspectul unei linguri cu nervură mediană. Aparține tipului de brăzdar simetric de inspirație tracică. | Muzeul Național de Istorie a Transilvaniei, Cluj | Cimec    |
|      | Topor | Datare: I p. Chr. Descoperit: jud. Hunedoara, com. Orăștioara de Sus, Grădiștea de Munte Material: Piesă din fier realizată prin forjare | Topor din fier, cu corp masiv, subțiat și lățit treptat spre lama terminată într-un tăiș curbat. Orificiul pentru coadă este oval și dispus sub muchia groasă, cu ceafa rectangulară. Părțile laterale ale orificiului de prindere a cozii au fost lățite în forma a două aripioare rotunjite. Sub muchie, lateral, are ștanțat un semn circular. Piesa se păstrează într-o stare foarte bună. Se încadrează în tipul I al topoarelor dacice. | Muzeul Național de Istorie a Transilvaniei, Cluj | Cimec    |
|      | Teslă | Datare: I p. Chr. Descoperit: jud. Hunedoara, com. Orăștioara de Sus, Grădiștea de Munte Material: Piesă din fier realizată prin forjare | Piesă din fier, de formă trapezoidală, cu corpul îngroșat și lățit în jurul orificiului pentru coadă, terminat printr-o muchie masivă; este curbată atât pe lungimea lamei cât și în zona tăișului (gură în arc de cerc); piesă păstrată aproape în întregime. Piesa aparține tipului II de tesle dacice. | Muzeul Național de Istorie a Transilvaniei, Cluj | Cimec    |
|      | Bardă | Datare: I p. Chr. Descoperit: jud. Hunedoara, com. Orăștioara de Sus, Costești Material: Piesă din fier realizată prin forjare | Piesă din fier cu tăișul foarte lat și cu toc longitudinal de formă dreptunghiulară. Se încadrează în tipul II al bărzilor dacice. Piesa se prezintă într-o stare foarte bună de conservare. | Muzeul Național de Istorie a Transilvaniei, Cluj | Cimec    |
|      | Scut decorat - bour | Datare: sec. I p. Chr. Descoperit: jud. Hunedoara, com. Boșorod, Luncani Material: Piesă din fier realizată prin martelare și poansonare | Piesă sub forma unui placaj din fier lucrat prin martelare și poansonare. Suprafața sa, împărțită în registre, este ornamentată cu motive vegetale (frunze de acant, lotus, palmier) și zoomorfe (un bour în medalionul central, picioarele unei feline și un șarpe redat foarte stilizat). Piesă s-a păstrat în stare fragmentară. | Muzeul Național de Istorie a Transilvaniei, Cluj | Cimec    |
|      | Sabie | Datare: sec. I p. Chr. Descoperit: jud. Hunedoara, com. Orăștioara de Sus, Grădiștea de Munte Material: Piesă din fier realizată prin forjare | Piesa, păstrată aproape în întregime, are lama lungă și îngustă, ascuțită în partea concavă a ei; este prevăzută cu o limbă pentru mânerul din lemn care se fixa cu ajutorul unor nituri. Spre vârf, de o parte și de alta a lamei, a fost incizat câte un semn (un cerc cu un punct în mijloc). Piesa se prezintă într-o stare bună de conservare. | Muzeul Național de Istorie a Transilvaniei, Cluj | Cimec    |
|      | Umbo de scut | Datare: I p. Chr. Descoperit: jud. Hunedoara, com. Boșorod, Luncani Material: Piesă din fier realizată prin forjare | Piesa este confectionată dintr-o placă de fier rotundă cu partea centrală abutisată sub forma unei calote tronconice. Diametrul porțiunii ambutisate este de 6,2 cm. Piesa se păstrează într-o stare bună de conservare. | Muzeul Național de Istorie a Transilvaniei, Cluj | Cimec    |
|      | Compas | Datare: I p. Chr. Descoperit: jud. Hunedoara, com. Orăștioara de Sus, Grădiștea de Munte Material: Piesă din fier realizată prin forjare | Piesă din fier compusă din două brațe aplatizate în partea superioară, respectiv îngustate în partea de jos. Sistemul de unire a brațelor este următorul: în partea de sus, rotunjită și prevăzută cu câte un orificiu,a fost introdusă o tijă cilindrică, cu un cap lățit și celălalt perforat pentru a permite fixarea unei pene triunghiulare. Pe ambele brațe sunt vizimile marcaje / ornamente sub forma unor linii incizate. Piesa aparține tipului II de compase descoperite în lumea dacică. | Muzeul Național de Istorie a Transilvaniei, Cluj | Cimec    |
|      | Lanț | Datare: sec. I a. Chr. Material: Piesă din argint realizată prin trefilare și împletire | Lanțul este realizat din zale fine, strânse una de alta sub împletituri. Verigile de la capăt sunt alungite și prinse în câte un tub – manșon de tablă, de mici dimensiuni. Extremitățile lanțului au fost prinse de o verigă cu capetele petrecute și înfășurate. De aceeași verigă a fost atașată o placă triunghiulară cu laturile ușor curbate și ornamentată cu cerculețe și puncte incizate. | Muzeul Național de Istorie a Transilvaniei, Cluj | Cimec    |
|      | Lanț-pandantiv | Datare: I a. Chr.-I p. Chr. Descoperit: jud. Cluj, com. Cojocna, Cojocna Material: Pisă din argintă obțintă prin trefilare și martelare | Lanț din compus din zale semiovale obținute dintr-un fir de argint; captele sunt strânse în manșoane cilindrice și se continuă cu o verigă de argint. Pe aceeași verigă sunt suspendate trei pandantive-cui având capătul superior rulat. Piesa se prezontă într-o stare foarte bună de conservare. | Muzeul Național de Istorie a Transilvaniei, Cluj | Cimec    |
|      | Cap zoomorf stilizat | Datare: sec. I a. Chr. Material: Piesă din argint realizată prin martelare | Piesa a fost confecționată prin martelare dintr-o bară cu secțiunea circulară și este compusă din patru spire. Capetele sunt aplatizate și ornamentate cu câte șapte palmete realizate prin stanțare. Suprafața rămasă până la extremități este decorată cu motive în „brăduț” și cercuri incizate. Extremitățile brățării sunt modelate în formă de cap zoomorf stilizat. Sunt vizibile urme de reparații realizate în antichitate. | Muzeul Național de Istorie a Transilvaniei, Cluj | Cimec    |
|      | Coasă | Datare: I p. Chr. Descoperit: jud. Hunedoara, com. Orăștioara de Sus, Grădiștea de Munte Material: Piesă din fier realizată prin forjare | Piesă din fier cu lamă lată ce se termină într-un vârf ascuțit, cu o puternică curbură înainte de mânerul de fixare în lemn. Secțiunea este triunghiulară, iar a mânerului este dreptunghiulară. Se păstrează o parte din cuiul cu floare semicirculară care servea fixare. Piesa face parte din tipul doi ai coaselor dacice. | Muzeul Național de Istorie a Transilvaniei, Cluj | Cimec    |
|      | Centură | Datare: sec. III a. Chr. Descoperit: jud. Cluj, Turda Material: piesă din bronz obținută prin turnare | Piesă din bonz obținută prin turnare. Se compune din trei părți; o parte terminală este îndoită spre a putea fi prins celălalt capăt al centurii. Centru piesei este circular și prezintă patru perforații, iar deaupra lui se află un element, tot rotund, nituit care este decorat cu motive vegetale stilizate. Celălalt capăt este sferic și este perforat. Piese este acoperită cu patină nobilă și se prezintă într-o stare bună de conservare. | Muzeul Național de Istorie a Transilvaniei, Cluj | Cimec    |
|      | Mărgea "ochi de păun" | Datare: III î. Hr. Descoperit: jud. Bistrița-Năsăud, com. Șieu-Odorhei, Șieu-Odorhei Material: Piesă din pastă de sticlă obținută prin presare | Mărgea confecționată dintr-o pastă de sticlă de culoare turcoaz, de forma unui cilindru perforat pe lungime. Pe el sunt presate la extremități două șiruri de câte șapte biluțe portocalii, iar median sunt presate șapte elemente "ochi de păun" de culoare bleu-marin. | Muzeul Național de Istorie a Transilvaniei, Cluj | Cimec    |
|      | Colier "ochi de păun" | Datare: IV - II î. Hr. Material: Piese din pastă de sticlă obținute prin presare | Colier alcătuit din 39 de mărgele de păstă de sticlă realizate în tehnica "ochi de păun". Două dintre mărgele sunt duble. Mărgelele sunt de culoare portocalie în care sunt presate cerculețe de culoare albastră. Colierul este compus din mărgele provenite din diferite puncte ale Transilvaniei. | Muzeul Național de Istorie a Transilvaniei, Cluj | Cimec    |
|      | Dorn | Datare: I p. Chr. Descoperit: jud. Hunedoara, com. Orăștioara de Sus, Grădiștea de Munte Material: Piesă din fier realizată prin forjare | Piesă masivă din fier cu corp tronconic în partea superioară și aplatizat spre capătul cu terminația dreptunghiulară. Partea superioară este "înflorită" și crăpată în urma utilizării intense. Piesa aparține tipului I de dornuri dacice. | Muzeul Național de Istorie a Transilvaniei, Cluj | Cimec    |
|      | Daltă | Datare: I p. Chr. Descoperit: jud. Hunedoara, com. Orăștioara de Sus, Grădiștea de Munte Material: Piesă din fier realizată prin forjare | Piesă de forma unei bare cu corpul plin, în patru muchii, cu tăiș la partea inferioară și muchie lățită la cea de sus. Piesa se prezintă în stare bună de conservare. | Muzeul Național de Istorie a Transilvaniei, Cluj | Cimec    |
|      | Daltă | Datare: I p. Chr. Descoperit: jud. Hunedoara, com. Orăștioara de Sus, Grădiștea de Munte Material: Piesă din fier realizată prin forjare | Piesă confecționată dintr-o bară masivă de fier, cu corpul plin, aplatizată și terminată cu un tăiș drept bine călită; are muchia pătrată. Piesa se prezintă într-o stare bună de conservare. | Muzeul Național de Istorie a Transilvaniei, Cluj | Cimec    |
|      | Punctator | Datare: I p. Chr. Descoperit: jud. Hunedoara, com. Orăștioara de Sus, Grădiștea de Munte Material: Piesă din fier realizată prin forjare | Piesă confecționată dintr-o bară de fier în patru muchii; are capătul inferior îngroșat și terminat tronconic. Partea superioară, mai îngustă, are formă dreptunghiulară. Piesa se păstrază într-o stare foarte bună de conservare. | Muzeul Național de Istorie a Transilvaniei, Cluj | Cimec    |
|      | Greblă | Datare: I p. Chr. Descoperit: jud. Hunedoara, com. Orăștioara de Sus, Grădiștea de Munte Material: Piesă din fier realizată prin forjare | Piesă confecționată dintr-o bară de fie în patru muchii și având șase dinți. Dinții de la capete sunt obținuți prin îndoirea barei, iar ceilalți patru sunt sudați în găuri anume practicate. La mijloc are gaura de prindere a cozii, flancată de aripioare aplatizate. Piesa se păstrează în stare bună de conservare. | Muzeul Național de Istorie a Transilvaniei, Cluj | Cimec    |
|      | Sapă | Datare: I p. Chr. Descoperit: jud. Hunedoara, com. Orăștioara de Sus, Grădiștea de Munte Material: Piesă din fier realizată prin forjare | Piesă din fier, de formă trapezoidală, cu corpul îngroșat și lățit în jurul orificiului pentru coadă, terminat printr-o muchie masivă; piesă păstrată aproape în întregime. Ea aparține tipului I de sape dacice. | Muzeul Național de Istorie a Transilvaniei, Cluj | Cimec    |
|      | Situlă | Datare: a doua jumatate a secolului I a. Chr. Descoperit: jud. Hunedoara, com. Orăștioara de Sus, Grădiștea de Munte, Fețele Albe Material: modelat cu roata, din pastă tare, poroasă, porozitate și granulație mare; mică, nisip și grafit în compoziție; ardere inoxidantă, culoare cenușie.                                                                          | Buza rotunjită, îngroșată spre exterior, ușor rotunjit; diametru maxim în treimea superioară a vasului; zona de joncțiune între buză și corp marcată de o canelură profundă, încadrată de două dungi subțiri în relief; fund drept. | Muzeul Național de Istorie a Transilvaniei, Cluj | Cimec    |
|      | Situlă | Datare: a doua jumatate a secolului I a. Chr. Descoperit: jud. Hunedoara, com. Orăștioara de Sus, Costești, La Curți Material: modelat cu roata, din pastă tare, poroasă, porozitate și granulație mare; mică, nisip și grafit în compoziție; ardere reducătoare, culoare brun-cenușie, reparată                                                                        | Buza rotunjită, îngroșată la exterior, rotunjit; diametru maxim în treimea superioară a vasului; zona de jonțiune între buză și corp marcată de o canelură puternică; reparată în vechime, zonele fisurate prinse cu scoabe de fier (9 buc.) | Muzeul Național de Istorie a Transilvaniei, Cluj | Cimec    |
|      | Situlă | Datare: a doua jumatate a secolului I a. Chr. Descoperit: jud. Hunedoara, com. Orăștioara de Sus, Grădiștea de Munte, Fețele Albe Material: modelat cu roata, din pastă tare, poroasă, porozitate și granulație mare; mică, nisip și grafit în compoziție; ardere reducătoare, culoare brun-cenușie                                                                     | Buza rotunjită, îngroșată spre exterior, ușor rotunjit; diametru maxim în treimea superioară a vasului; zona de joncțiune între buză și corp marcată de o canelură fină. | Muzeul Național de Istorie a Transilvaniei, Cluj | Cimec    |
|      | Placă votivă | Datare: sec. II - III p.Chr Descoperit: jud. Alba, com. ORAȘ ABRUD, ABRUD Material: aur, batere, incizare | Plăcuță piriformă; are inscripționate literele I V V S. | Colecții particulare, Cluj                       | Cimec    |
|      | Placă votivă | Datare: sec. II - III p.Chr Descoperit: jud. Alba, com. ORAȘ ABRUD, ABRUD Material: aur, batere, incizare | Plăcuță piriformă; are inscripționate literele majuscule V M L S BS. | Colecții particulare, Cluj                       | Cimec    |
|      | Cap de femeie spre stânga | Datare: a doua jumătate a sec. II p.Chr. Descoperit: jud. Cluj, com. Gilău, Gilău, castrul roman Material: aur, batere; sardonix | veriga, semirotundă în secțiune și de formă elipsoidală, din profil are aspect oblic, lărgindu-se foarte mult spre partea superioară; umeri rotunjiți; veriga era decorată prin linii paralele incizate; în montura ovală (1,3 cm x 0,8 cm), încorporată în verigă, este fixată o camee din sardonix (1,3 x 0,7 cm); cap de femeie spre stânga, părul coafat în bucle spre spate și strâns în coc pe ceafă; tip II.3.=Guiraud 2.c | Muzeul Național de Istorie a Transilvaniei, Cluj | Cimec    |
|      | Lanț de zale în formă de 8 | Datare: primele decenii ale secolului al II-lea p.Chr. Descoperit: jud. Cluj, com. POIENI, BOLOGA, Castrul roman Material: aur; trefilare; pliere | lucrat din zale în formă de „8“, pliate la mijloc; sistem de închidere cu buclă și cârlig; tip Ruseva-Slokoska II | Muzeul Național de Istorie a Transilvaniei, Cluj | Cimec    |
|      | Mars | Datare: sec. II - III p.Chr. Descoperit: jud. Cluj, com. MUNICIPIUL TURDA, TURDA, Dealul Zânelor / Potaissa Dimensiuni: L șaton: 13 mm; LA șaton: 8 mm Material: aur, carneol, batere, tăiere, gravare, lipire | Verigă semirotundă în secțiune, cu formă circulară, alungită pe verticală; veriga are profil oblic și se lățește treptat spre partea superioară; montura ovală este bordurată, depășind linia superioară a inelului; gemă din carneol portocaliu; Mars, spre dreapta, ținând în mâna stângă o lance; tip Guiraud 3.b = Isac III.1. | Muzeul Național de Istorie a Transilvaniei, Cluj | Cimec    |
|      | Brățară cu capetele libere și înfășurate în spirale simple                                                                                                 | Datare: a doua jumătate a sec. al II-lea p.Chr. Descoperit: jud. Cluj, com. GILĂU, GILĂU, castrul roman Dimensiuni: D interior: 75 mm Material: argint, batere, trefilare | Lucrată din bară romboidală în secțiune, mai îngustă spre capete; capetele sunt petrecute și înfășurate în spirale simple; piesa a fost ruptă și lipită la restaurare; tip Beckmann I.3.a = Isac I.1. | Muzeul Național de Istorie a Transilvaniei, Cluj | Cimec    |
|      | Minerva | Datare: sec. II - III p.Chr. Descoperit: jud. Cluj, com. CĂȘEIU, CĂȘEIU, Cetățele/ SAMVM Material: argint, carneol, tăiere, gravare, incizare | Veriga, semicirculară în secțiune are formă romboidală; umeri unghiulari decorați cu caneluri adâncite prin excizie; partea superioară a inelului decorată cu volute; montură ovală în care este fixată o gemă din carneol portocaliu; Minerva spre dreapta, cu lancea în mâna dreaptă și scutul în stânga, ambele atribute fiind stilizate; tip Guiraud 2.f=Isac II.5. | Muzeul Național de Istorie a Transilvaniei, Cluj | Cimec    |
|      | Altar funerar | Datare: sec. III (refolosit sec. IV) Descoperit: jud. Cluj, CLUJ-NAPOCA, Str. Avram Iancu nr. 30 (fostă Petöfi), în curtea Fabricii de sârmă Material: calcar; sculptare; incizare | În interiorul literei O din cuvântul filio (rândul 5), s-a tăiat ulterior cu dalta o cruce cu brațele inegale (crux latina), încadrată perfect și simetric în interiorul acestei litere. Ligaturi: sub ultimul rând al inscripției O + P + T iar s(it) t(ibi) t(erra) l(evis) sunt incluse în interiorul literei O, de o parte și de alta a hastei literei P. Literele sunt frumos și corect gravate. Altarul este scobit pe partea opusă inscripției și transformat în cutie de sarcofag. Acesta se compunea din două monumente funerare romane mai vechi: cippus-ul completat la capăt cu un acoperiș de aedicula și două baze de monumente funerare (se mai păstrează cippus-ul și una dintre baze). În interior se observă o scobitură în formă de pernă. Sarcofagul a fost spart și jefuit. Pe latura cu inscripția și pe cele două laturi înguste lungi, cippus-ul are chenar profilat. | Muzeul Național de Istorie a Transilvaniei, Cluj | Cimec    |
|      | Colier cu pandantive în formă de frunze, placate cu rubine                                                                                                 | Datare: sec.V p.Chr Descoperit: jud. Cluj, Florești, Șapca Verde - Polus Center Material: aur; rubine; batere; tăiere; șlefuire; lipire | 1.a. Pandantiv din aur, în formă de frunză, placat cu patru rubine; trei dintre rubine sunt inserate în casete de formă ovală, delimitate prin motive decorative perlate; la partea superioară a pandantivului, într-o altă casetă, în formă de pelta, este inserat cel de-al patrulea rubin; marginea pandantivului este decorată printr-un motiv perlat. Pandantivul are ca sistem de prindere o verigă; era suspendat pe lanț printr-o plăcuță din aur, în formă de pelta, placată cu un rubin. | Muzeul Național de Istorie a Transilvaniei, Cluj | Cimec    |
|      | Colier cu pandantive în formă de frunze, placate cu rubine                                                                                                 | Datare: sec. V p.Chr. Descoperit: jud. Cluj, Florești, Șapca Verde - Polus Center Material: aur; rubine; batere; tăiere; șlefuire; lipire | 1.b. Pandantiv din aur, în formă de frunză, placat cu patru rubine; trei dintre rubine sunt inserate în casete de formă ovală, delimitate prin motive decorative perlate; la partea superioară a pandantivului, într-o altă casetă, în formă de pelta, este inserat cel de-al patrulea rubin; marginea pandantivului este decorată printr-un motiv perlat. Pandantivul are ca sistem de prindere o verigă; era suspendat pe lanț printr-o plăcuță din aur, în formă de pelta, placată cu un rubin. | Muzeul Național de Istorie a Transilvaniei, Cluj | Cimec    |
|      | Colier cu pandantive în formă de frunze, placate cu rubine                                                                                                 | Datare: sec. V p.Chr. Descoperit: jud. Cluj, Florești, Șapca Verde - Polus Center Material: aur; rubine; batere; tăiere; șlefuire; lipire | 1.c. Pandantiv din aur, în formă de frunză, placat cu patru rubine; trei dintre rubine sunt inserate în casete de formă ovală, delimitate prin motive decorative perlate; la partea superioară a pandantivului, într-o altă casetă, în formă de pelta, este inserat cel de-al patrulea rubin; marginea pandantivului este decorată printr-un motiv perlat. Pandantivul are ca sistem de prindere o verigă; era suspendat pe lanț printr-o plăcuță din aur, în formă de pelta, placată cu un rubin. | Muzeul Național de Istorie a Transilvaniei, Cluj | Cimec    |
|      | Colier cu pandantive în formă de frunze, placate cu rubine                                                                                                 | Datare: sec. V p.Chr. Descoperit: jud. Cluj, Florești, Șapca Verde - Polus Center Material: aur; rubine; batere; tăiere; șlefuire; lipire | 1.d. Pandantiv din aur, în formă de frunză, placat cu patru rubine; trei dintre rubine sunt inserate în casete de formă ovală, delimitate prin motive decorative perlate; la partea superioară a pandantivului, într-o altă casetă, în formă de pelta, este inserat cel de-al patrulea rubin; marginea pandantivului este decorată printr-un motiv perlat. Pandantivul are ca sistem de prindere o verigă; era suspendat pe lanț printr-o plăcuță din aur, în formă de pelta, placată cu un rubin. | Muzeul Național de Istorie a Transilvaniei, Cluj | Cimec    |
|      | Colier cu pandantive în formă de frunze, placate cu rubine                                                                                                 | Datare: sec.V p.Chr. Descoperit: jud. Cluj, Florești, Șapca Verde - Polus Center Material: aur; rubine; batere; tăiere; șlefuire; lipire | 1.e. Pandantiv din aur, în formă de frunză, placat cu patru rubine; trei dintre rubine sunt inserate în casete de formă ovală, delimitate prin motive decorative perlate; la partea superioară a pandantivului, într-o altă casetă, în formă de pelta, este inserat cel de-al patrulea rubin; marginea pandantivului este decorată printr-un motiv perlat. Pandantivul are ca sistem de prindere o verigă; era suspendat pe lanț printr-o plăcuță din aur, în formă de pelta, placată cu un rubin. | Muzeul Național de Istorie a Transilvaniei, Cluj | Cimec    |
|      | Colier cu pandantive în formă de frunze, placate cu rubine                                                                                                 | Datare: sec. V p.Chr. Descoperit: jud. Cluj, Florești, Șapca Verde - Polus Center Material: aur; rubine; batere; tăiere; șlefuire; lipire | 1.f. Pandantiv din aur, în formă de frunză, placat cu patru rubine; trei dintre rubine sunt inserate în casete de formă ovală, delimitate prin motive decorative perlate; la partea superioară a pandantivului, într-o altă casetă, în formă de pelta, este inserat cel de-al patrulea rubin; marginea pandantivului este decorată printr-un motiv perlat. Pandantivul are ca sistem de prindere o verigă; era suspendat pe lanț printr-o plăcuță din aur, în formă de pelta, placată cu un rubin. | Muzeul Național de Istorie a Transilvaniei, Cluj | Cimec    |
|      | Colier cu pandantive în formă de frunze, placate cu rubine                                                                                                 | Datare: sec. V p.Chr. Descoperit: jud. Cluj, Florești, Șapca Verde - Polus Center Material: aur; rubine; batere; tăiere; șlefuire; lipire | 1.g. Pandantiv din aur, în formă de frunză, placat cu patru rubine; trei dintre rubine sunt inserate în casete de formă ovală, delimitate prin motive decorative perlate; la partea superioară a pandantivului, într-o altă casetă, în formă de pelta, este inserat cel de-al patrulea rubin; marginea pandantivului este decorată printr-un motiv perlat. Pandantivul are ca sistem de prindere o verigă; era suspendat pe lanț printr-o plăcuță din aur, în formă de pelta, placată cu un rubin. | Muzeul Național de Istorie a Transilvaniei, Cluj | Cimec    |
|      | Colier cu pandantive în formă de frunze, placate cu rubine                                                                                                 | Datare: sec. V p.Chr. Descoperit: jud. Cluj, Florești, Șapca Verde - Polus Center Material: aur; rubine; batere; tăiere; șlefuire; lipire | 1.h. Pandantiv din aur, în formă de frunză, placat cu patru rubine; trei dintre rubine sunt inserate în casete de formă ovală, delimitate prin motive decorative perlate; la partea superioară a pandantivului, într-o altă casetă, în formă de pelta, este inserat cel de-al patrulea rubin; marginea pandantivului este decorată printr-un motiv perlat. Pandantivul are ca sistem de prindere o verigă; era suspendat pe lanț printr-o plăcuță din aur, în formă de pelta, placată cu un rubin. | Muzeul Național de Istorie a Transilvaniei, Cluj | Cimec    |
|      | Colier cu pandantive în formă de frunze, placate cu rubine                                                                                                 | Datare: sec. V p.Chr. Descoperit: jud. Cluj, Florești, Șapca Verde - Polus Center Material: aur; rubine; batere; tăiere; șlefuire; lipire | | Muzeul Național de Istorie a Transilvaniei, Cluj | Cimec    |
|      | Cercel cu cap poliedric | Datare: sec.V p.Chr. Descoperit: jud. Cluj, Florești, Șapca Verde - Polus Center Dimensiuni: Dinterior: 40,1 mm Material: aur, batere, decupare, lipire | Cercelul are verigă circulară în secțiune și capul în formă de poliedru traforat; poliedrul este mobil și se poate răsuci în jurul verigii, mult mai subțire în această porțiune; capul poliedric are fețele traforate în patru romburi și opt triunghiuri; pe una dintre fețele poliedrului este o casetă în care a fost fixată o piatră prețioasă (probabil un rubin, ca și în cazul colierului cu pandantive descoperit în același mormânt), care nu s-a păstrat. Cercelul nu are sistem de prindere. | Muzeul Național de Istorie a Transilvaniei, Cluj | Cimec    |
|      | Cercel cu cap poliedric | Datare: sec V p.Chr. Descoperit: jud. Cluj, Florești, Șapca Verde - Polus Center Dimensiuni: Dinterior: 41,1 mm Material: aur, batere, decupare, lipire | Cercelul are verigă circulară în secțiune și capul în formă de poliedru traforat; poliedrul este mobil și se poate răsuci în jurul verigii, mult mai subțire în această porțiune; capul poliedric are fețele traforate în patru romburi și opt triunghiuri; pe una dintre fețele poliedrului este o casetă în care a fost fixată o piatră prețioasă (probabil un rubin, ca și în cazul colierului cu pandantive descoperit în același mormânt), care nu s-a păstrat. Cercelul nu are sistem de prindere. | Muzeul Național de Istorie a Transilvaniei, Cluj | Cimec    |
|      | Ac cu cap în formă de verigă | Datare: sec.V p.Chr. Descoperit: jud. Cluj, Florești, Șapca Verde - Polus Center Material: aur, batere | Acul are corpul cu secțiune circulară; vârf ascuțit; capul este aplatizat și răsucit în formă de verigă | Muzeul Național de Istorie a Transilvaniei, Cluj | Cimec    |
|      | Ac cu cap în formă de verigă | Datare: sec.V p.Chr. Descoperit: jud. Cluj, Florești, Șapca Verde - Polus Center Material: aur, batere | Acul are corpul cu secțiune circulară; vârf ascuțit; capul este aplatizat și răsucit în formă de verigă | Muzeul Național de Istorie a Transilvaniei, Cluj | Cimec    |
|      | Cataramă ovală | Datare: sec.V p.Chr. Descoperit: jud. Cluj, Florești, Șapca Verde - Polus Center Material: aur, batere | Catarama are formă ovală; limba este prinsă de corpul cataramei printr-o verigă, iar capătul ei are formă de cârlig. | Muzeul Național de Istorie a Transilvaniei, Cluj | Cimec    |
|      | Brățară | Datare: sec. I a. Chr. Descoperit: jud. Sălaj, Șărmășag Material: Brățară din argint, realizată prin martelare | Brățară confecționată prin martelare, dintr-o bară de argint, pătrată în secțiune. Capetele sunt libere, ușor distanțate unul de celălalt. Piesa este ruptă la extremități, unde a fost probabil decorată. | Muzeul Național de Istorie a Transilvaniei, Cluj | Cimec    |
|      | Fibulă cu noduri | Datare: sf. sec. II a.Chr. – prima jum. a sec. I a. Chr. Material: Piesă din argint realizată prin martelare. | Fibulă realizată dintr-o singură bucată de metal; are resortul compus din 21 de spire și prezintă trei noduri mari, despărțite de altele mai mici. | Muzeul Național de Istorie a Transilvaniei, Cluj | Cimec    |
|      | Fibulă cu noduri | Datare: sf. sec. II a.Chr. – prima jum. a sec. I a. Chr. Descoperit: jud. Cluj, Cojocna Material: Piesă din argint realizată prin martelare. | Fibulă realizată dintr-o singură bucată de metal; are resortul compus din 17 de spire și prezintă trei noduri mari, despărțite de altele mai mici. | Muzeul Național de Istorie a Transilvaniei, Cluj | Cimec    |
|      | Torques | Datare: sec. I a. Chr. - I p. Chr. Descoperit: jud. Cluj, Gherla Material: Torques din argint, realizat prin martelare | Toques realizat dintr-o bară de argint, inițial pătrată în secțiune și ulterior incizată adânc cu o daltă și torsionată, dobândind aspectul unei piese alcătuită din mai multe fire răsucite. Extremitățile nu sunt incizate. Capetele prezintă două cârlige, parte a sistemului de prindere. | Muzeul Național de Istorie a Transilvaniei, Cluj | Cimec    |
|      | Torques | Datare: sec. I a. Chr. - I p. Chr. Descoperit: jud. Cluj Material: Torques din argint, realizat prin martelare | Toques realizat dintr-o bară de argint, inițial pătrată în secțiune și ulterior incizată adânc cu o daltă și torsionată, dobândind aspectul unei piese alcătuită din mai multe fire răsucite. Extremitățile nu sunt incizate. Capetele prezintă două cârlige, parte a sistemului de prindere. | Muzeul Național de Istorie a Transilvaniei, Cluj | Cimec    |
|      | Fibulă cu noduri | Datare: sf. sec. II a.Chr. – prima jum. a sec. I a. Chr. Material: Piesă din argint realizată prin martelare. | Fibulă realizată dintr-o singură bucată de metal; are resortul compus din 28 de spire și prezintă patru noduri mari, despărțite de altele mai mici. | Muzeul Național de Istorie a Transilvaniei, Cluj | Cimec    |
|      | Torques | Datare: sec. I a. Chr. - I p. Chr. Material: Torques din argint, realizat prin martelare | Toques realizat dintr-o bară de argint, inițial pătrată în secțiune și ulterior incizată adânc cu o daltă și torsionată, dobândind aspectul unei piese alcătuită din mai multe fire răsucite. Extremitățile nu sunt incizate. La capete se află câte o sârmă subțire din argint, răsucită în formă de spirală. Unul din capete se termină sub forma unui cârlig, iar celălalt în formă de "ochi", parte a sistemului de prindere. | Muzeul Național de Istorie a Transilvaniei, Cluj | Cimec    |
|      | Fibulă cu noduri | Datare: sf. sec. II a.Chr. – prima jum. a sec. I a. Chr. Descoperit: jud. Cluj Material: Piesă din argint realizată prin martelare. | Fibulă realizată dintr-o singură bucată de metal; are resortul compus din 14 de spire (o parte din resort lipsește) și prezintă patru noduri mari, despărțite de altele mai mici. | Muzeul Național de Istorie a Transilvaniei, Cluj | Cimec    |
|      | Fibulă dacică | Datare: sec. I a. Chr. Descoperit: jud. Bistrița-Năsăud, Bistrița Material: Piesă din argint realizată prin martelare. | Fibulă cu resortul bilateral și coardă exterioară; arcul este curbat în partea dinspre resort și este fațetat în secțiune. Resortul este compus din 12 spire (o mică parte din resort lipsește). | Muzeul Național de Istorie a Transilvaniei, Cluj | Cimec    |
|      | Fibulă cu noduri | Datare: sf. sec. II a.Chr. – prima jum. a sec. I a. Chr. Descoperit: jud. Cluj, Cojocna Material: Piesă din argint realizată prin martelare. | Fibulă realizată dintr-o singură bucată de metal; are resortul compus din 12 de spire și prezintă patru noduri mari. Face parte din tipul 1 după tipologia propusă de A. Rustoiu. | Muzeul Național de Istorie a Transilvaniei, Cluj | Cimec    |
|      | Brățară | Datare: sec. I a. Chr. - I p. Chr. Descoperit: jud. Cluj, Cojocna Material: Brățară din argint, realizată prin martelare | Brățară confecționată prin martelare, dintr-o bară de argint, pătrată în secțiune. Capetele sunt libere, petrecute unul pe lângă celălalt. Piesa este ruptă la extremități, unde a fost probabil decorată. | Muzeul Național de Istorie a Transilvaniei, Cluj | Cimec    |
|      | Torques | Datare: sec. I a. Chr. - I p. Chr. Material: Torques din argint, realizat prin martelare | Toques realizat dintr-o bară de argint, inițial pătrată în secțiune și ulterior incizată adânc cu o daltă și torsionată, dobândind aspectul unei piese alcătuită din mai multe fire răsucite. Extremitățile nu sunt incizate. Unul dintre capete, păstrat întreg, prezintă un cârlig, parte a sistemului de prindere. | Muzeul Național de Istorie a Transilvaniei, Cluj | Cimec    |
|      | Brățară | Datare: sec. I a. Chr. Material: Brățară din argint, realizată prin martelare | Brățară confecționată prin martelare, dintr-o bară bară de argint, circulară în secțiune. Este de tipul celor spiralice, fiind alcătuită din patru spire, aproximativ egale în diametru. Capetele sunt aplatizate și decorate cu șapte palmete, realizate prin ștanțare, bine reliefate. Suprafața dintre palmete și extremități este decorată cu „brăduți” și cercuri incizate. Extremitățile brățării sunt modelate în formă de cap zoomorf, stilizat, probabil de șarpe. Piesa prezintă urme ale unor repatații din antichitate. | Muzeul Național de Istorie a Transilvaniei, Cluj | Cimec    |
|      | Colier | Datare: sec. I a. Chr. - I p. Chr. Descoperit: jud. Mureș, Sânger Material: Colier din argint, realizat prin martelare | Colan realizat dintr-o bară de argint, inițial păstrată în secțiune și ulterior incizată adânc cu o daltă și torsionată, dobândind aspectul unei piese alcătuită din mai multe fire răsucite. Capetele, petrecute unul pe lângă celălalt, sunt aplatizate și decorate prin ștanțare cu un motiv alcătuit dintr-o bandă dispusă în zig-zag și pătrățele așezate în două șiruri, de-o parte și de alta a bandei. Extremitățile brățării sunt modelate în formă de cap zoomorf, stilizat, probabil de șarpe, fiind terminate cu un buton. | Muzeul Național de Istorie a Transilvaniei, Cluj | Cimec    |
|      | Fibulă cu noduri | Datare: sf. sec. II a.Chr. – prima jum. a sec. I a. Chr. Material: Piesă din argint realizată prin martelare. | Fibulă realizată dintr-o singură bucată de metal; are resortul compus din 28 de spire și prezintă patru noduri mari, despărțite de altele mai mici. | Muzeul Național de Istorie a Transilvaniei, Cluj | Cimec    |
|      | Fibulă cu noduri | Datare: sf. sec. II a.Chr. – prima jum. a sec. I a. Chr. Descoperit: jud. Cluj, Cojocna Material: Piesă din argint realizată prin martelare. | Fibulă realizată dintr-o singură bucată de metal; prezintă patru noduri mari, despărțite de altele mai mici; lipsește resortul. | Muzeul Național de Istorie a Transilvaniei, Cluj | Cimec    |
|      | Fibulă cu noduri | Datare: sf. sec. II a.Chr. – prima jum. a sec. I a. Chr. Material: Piesă din argint realizată prin martelare. | Fibulă realizată dintr-o singură bucată de metal; prezintă patru noduri mari, despărțite de altele mai mici; lipsește o parte din resort (s-au păstrat doar 16 spire). | Muzeul Național de Istorie a Transilvaniei, Cluj | Cimec    |
|      | Fibulă dacică | Datare: sf. sec. I a. Chr. - sf. sec. I p. Chr. Descoperit: jud. Cluj, Gherla Material: Piesă din argint realizată prin martelare. | Fibulă realizată din două bucăți de metal; arcul are capul lățit sub forma unei "lingurițe", iar pe restul lungimii este de formă lamelară; port-agrafa este în formă de cadru. | Muzeul Național de Istorie a Transilvaniei, Cluj | Cimec    |
|      | Brățară | Datare: sec. I a. Chr. - I p. Chr. Material: Brățară din argint, realizată prin martelare | Brățară confecționată prin martelare, dintr-o bară de argint, circulară în secțiune. Capetele sunt libere, ușor distanțate unul de celălalt. Piesa este ruptă la extremități, unde a fost probabil decorată. | Muzeul Național de Istorie a Transilvaniei, Cluj | Cimec    |
|      | Torques | Datare: sec. I a. Chr. - I p. Chr. Material: Torques din argint, realizat prin martelare | Toques realizat dintr-o bară de argint, inițial pătrată în secțiune și ulterior incizată adânc cu o daltă și torsionată, dobândind aspectul unei piese alcătuită din mai multe fire răsucite. Extremitățile nu sunt incizate. Unul dintre capete, păstrat întreg, prezintă un cârlig, parte a sistemului de prindere. | Muzeul Național de Istorie a Transilvaniei, Cluj | Cimec    |
|      | Sarcofag | Datare: perioada Ptolemeică Descoperit: Egipt Material: lemn; sculptare; pictare | Capac de sarcofag din lemn, pictat cu roșu, albastru și negru. Capacul prezintă un guler larg (ushek), sub care este reprezentată zeița Maat, cu brațele-aripi întinse. Dedesubt este reprezentată o scenă cu defuncta, sub al cărei catafalc se văd cele patru canope. Pe mijlocul capacului sarcofagului este pictat un text sacru. În partea de jos, sunt reprezentați doi șacali. | Muzeul Național de Istorie a Transilvaniei, Cluj | Cimec    |
|      | Ulcior pictat | Datare: sf. sec. I p. Chr. Descoperit: jud. Hunedoara, com. Orăștioara de Sus, GRĂDIȘTEA DE MUNTE, Fețele Albe Material: Modelat la roată din pastă foarte fină, săpunoasă; omogenă; puțină mică în compoziție; ardere oxidantă, culoare cărămiziu gălbui; angobă fină, aplicată într-un strat gros, culoare alb-gălbuie; pictură cu culoare închisă (bordo) pe angobă. | Păstrat aproape în întregime; lipsesc părți din toartă; corp globular, gât scurt, foarte subțire, cu profilatură în zona de îmbinare cu corpul și în partea superioară; margine ușor concavă pe exterior, încadrată de două profilaturi; buza fațetată oblic; toartă dintr-o singură bandă, cu secțiune elipsoidală, prinsă pe gât și corp, deasupra diametrului maxim; fund drept; inel fin, fațetat; imită un vas de bronz Boesterd p. 7-78, nr. 227, p. 82-83, nr. 291. | Muzeul Național de Istorie a Transilvaniei, Cluj | Cimec    |
|      | Vas cu nervuri | Datare: sec. I p. Chr. Descoperit: jud. Hunedoara, com. Orăștioara de Sus, COSTEȘTI, Lazuri Material: modelat cu mâna; pastă grosieră, poroasă cu nisip și pietricele în compoziție; ardere reducătoare; brun-roșcat; slip gros, brun-cafeniu; | Vas cu nervuri cu buza îngroșată, ușor înălțată și trasă spre exterior; margine concavă pe exterior; corp evazat, cu nervuri pe exterior; fund tăiat; forma imită piese de sticlă de sec. I p. Chr. | Muzeul Național de Istorie a Transilvaniei, Cluj | Cimec    |
|      | Brățară | Datare: 1400-1000 î.Ch. Descoperit: jud. Sibiu, com. Boarta, Boarta Material: aur; batere | Brățară cu capetele în semilună. | Muzeul Național de Istorie a Transilvaniei, Cluj | Cimec    |
|      | Faleră | Datare: 1600 - 1300 î.Ch. Descoperit: jud. Sibiu, Somogy/Șmig Material: aur; ciocănire | Phaleră de aur, realizată prin ciocănire. | Muzeul Național de Istorie a Transilvaniei, Cluj | Cimec    |
|      | Faleră | Datare: 1600 - 1300 î.Ch. Descoperit: jud. Sibiu, Somogy/Șmig Material: aur; ciocănire | Phaleră cu bulb central. | Muzeul Național de Istorie a Transilvaniei, Cluj | Cimec    |
|      | Brățară | Datare: 1600-1300 î.Ch. Material: aur; batere, răsucire | Brățară torsionată. | Muzeul Național de Istorie a Transilvaniei, Cluj | Cimec    |
|      | Brățară | Datare: 1600-1300 î.Ch. Descoperit: jud. Hunedoara Material: aur; batere | Brățară închisă. | Muzeul Național de Istorie a Transilvaniei, Cluj | Cimec    |
|      | Diademă | Datare: 1600-1300 î.Ch. Descoperit: jud. Sălaj, com. Sărmășag, Sărmășag Material: Aur; batere la rece | Diademă cu patru frunze de laur, realizată prin batere la rece. | Muzeul Național de Istorie a Transilvaniei, Cluj | Cimec    |
|      | Diademă | Datare: 1600-1300 î.Ch. Descoperit: jud. Sălaj, com. Sărmășag, Sărmășag Material: aur; batere la rece | Diademă cu patru frunze de laur. Frunzele sunt decorate cu nervuri. | Muzeul Național de Istorie a Transilvaniei, Cluj | Cimec    |
|      | Diademă cu patru frunze de laur | Datare: 1600-1300 î.Ch. Descoperit: jud. Sălaj, com. Sarmasag, Sarmasag Material: aur, batere la rece | Diademă de aur, cu patru frunze de laur decorate cu nervuri au repousee. | Muzeul Național de Istorie a Transilvaniei, Cluj | Cimec    |
|      | Diademă cu patru frunze | Datare: aprox. 1300-1100 î.Ch. Descoperit: jud. Sălaj, com. Șărmășag, ȘĂRMĂȘAG Material: aur, batere la rece | Diademă de aur, cu patru frunze. | Muzeul Național de Istorie a Transilvaniei, Cluj | Cimec    |
|      | Brâu decorat | Descoperit: jud. ALBA, Uioara de Sus Material: cupru; ciocănire; ciocănire "au repoussé" | Brâu realizat din foaie de cupru. Decor este constituit din numeroase motive (roți cu spițe, cercuri concentrice, benzi, ghirlande, topoare duble etc.) gravate. | Muzeul Național de Istorie a Transilvaniei, Cluj | Cimec    |
|      | Mărgea sferică | Descoperit: jud. SIBIU, Boarta Material: Mărgea sferică, cu patru ove, confecționată din aur prin turnare. | Mărgea sferică, cu patru ove, confecționată din aur. | Muzeul Național de Istorie a Transilvaniei, Cluj | Cimec    |
|      | Mărgea sferică | Descoperit: jud. SIBIU, Boarta Material: Mărgea sferică, cu patru ove, confecționată din aur prin turnare. | Mărgea sferică, cu patru ove, confecționată din aur. | Muzeul Național de Istorie a Transilvaniei, Cluj | Cimec    |
|      | Mărgea sferică | Descoperit: jud. SIBIU, Boarta Material: Mărgea sferică, cu patru ove, confecționată din aur prin turnare. | Mărgea sferică, cu patru ove, confecționată din aur. | Muzeul Național de Istorie a Transilvaniei, Cluj | Cimec    |
|      | Inel de buclă | Descoperit: jud. ALBA, Băgău Material: Piesă din aur obținută prin turnare, gravare si ștanțare | Inel de buclă format din trei părți sub forma de corabie, lucrate din foiță de aur. Este bogat decorat (cercuri, puncte, linii etc.) prin gravare și ștanțare. | Muzeul Național de Istorie a Transilvaniei, Cluj | Cimec    |
|      | Mărgea tubulară | Descoperit: jud. SIBIU, Boarta Material: Mărgea tubulară, cu aripioare, confecționată din aur. | Mărgea tubulară, cu aripioare, confecționată din aur. | Muzeul Național de Istorie a Transilvaniei, Cluj | Cimec    |
|      | Mărgea tubulară | Descoperit: jud. SIBIU, Boarta Material: Mărgea tubulară, cu aripioare, confecționată din aur. | Mărgea tubulară, cu aripioare, confecționată din aur. | Muzeul Național de Istorie a Transilvaniei, Cluj | Cimec    |
|      | Mâna de copil mumificată | Descoperit: Egipt Material: schelet uman; textură in, lemn | Mâna unui copil, cu antebraț din lemn; bandaj din pânză de in cu textură fină. | Muzeul Național de Istorie a Transilvaniei, Cluj | Cimec    |
|      | Sarcofag pentru pisică | Datare: 1070 - 332 a.Chr. Descoperit: Egipt Material: lemn pictat; sculptat | Sarcofag din lemn, pictat cu negru și compus din trei părți distincte: corpul divizat în două și soclul. Interiorul beneficiază de o cavitate specială pentru includerea mumiei pisicii. | Muzeul Național de Istorie a Transilvaniei, Cluj | Cimec    |
|      | Mumie zoomorfă | Datare: 1070 - 332 a.Chr. Descoperit: Egipt Material: schelet animal; mumificare; textură in; impregnare cu rășină | Pui de crocodil mumificat, în poziția specifică mumificării, cu labele întinse pe lângă corp. Abdomenul este incizat, iar viscerele scoase. Cavitatea abdominală nu conține material de umplutură, din care cauză corpul și-a modificat forma. Mumia a fost acoperită cu bandaje, dar acestea au fost scoase, actualmenete rămânând doar două fâșii din in cu textură fină, respectiv grosieră, ambele (de culoare brun deschis) fiind impregante cu rășini naturale. | Muzeul Național de Istorie a Transilvaniei, Cluj | Cimec    |
|      | Mâna dreaptă mumificată | Datare: 332 - 30 a.Chr Descoperit: Egipt Material: schelet uman; țesătură in; îmbălsămare | Mâna dreaptă, mumificată prin deshidratare și impregnată cu diferite rășini naturale; bandajată cu mai multe straturi suprapuse de țesătură de in cu textură foarte fină (se observă 5 straturi), de asemenea, impregnată cu rășini fierbinți pentru închiderea porilor. Mâna a aparținut unei mumii, probabil de femeie, de la care a fost smulsă. | Muzeul Național de Istorie a Transilvaniei, Cluj | Cimec    |
|      | Falus mumificat | Datare: 1070 – 332 a.Chr. Descoperit: Egipt Material: schelet uman; țesătură in; îmbălsămare | Phalus uman, secționat de la locul de inserție pe organism înainte de începerea procesului de mumificare a corpului. Mumificarea s-a făcut prin impregnarea cu rășini naturale și acoperite cu bandaje din pânză de in, impregnate și ele cu rășini naturale fierbinți. Aceste bandaje în momentul de față nu se mai păstrează, organul mumificat suferind serioase procese de degradare. | Muzeul Național de Istorie a Transilvaniei, Cluj | Cimec    |
|      | Mânuță „magică” | Descoperit: jud. CLUJ, com. Săvădisla, Vlaha Dimensiuni: L: 13,2 cm; Ldeget: 1,9 cm; ldegete: 6,6 cm; lmax: 5 cm; Gr.: 0,9 – 1,2 cm; Gr.arătător: 1,0 cm; Greutate: 115 g Material: lut ars; modelare manuală, ardere oxidantă | realizată din lut. Lungime: 13,2 cm; lungime degetul mare: 19 mm; lățime în zona degetelor: 6,6 cm; lățime mână: 5 cm; grosime: variază între 9 și 12 mm; grosime arătător: 10 mm; greutate totală: 115 g. Culoare, la exterior: maro-roșiatic deschis (5YR: 6/4) + gri-maroniu (2.5Y: 5/2) + maro (7.5YR: 5/3) + maro foarte închis (10YR: 2/2) + pete de culoare gri (N: 7); la interior: maro foarte închis (10YR: 2/2) + negru (10 YR: 2/1) + gri-maroniu (2.5Y: 5/2) + maro-roșiatic (5 YR: 5/4). Ca și în cazul mâinii 1 varietatea de culori este marca unei arderi parțiale, superficiale, precum și dovada unei arderi secundare, atestată de petele de la exterior, prezente pe degetul arătător și pe bază. Mâna este realizată dintr-o pastă frământată ceva mai îngrijit decât în cazul celei precedente. Pasta din care este confecționată este de o cu totul altă consistență, materialul organic nemaifăcând parte din degresanți, ci doar nisipul de granulație mare. Tehnica de realizare pare să difere la rândul ei, degetele fiind, în acest caz, mult mai bine delimitate unele de celelalte. Este vorba, mai degrabă, de o decupare a lor cu ajutorul unui instrument dintr-o formă plată ce cuprindea și mâna, iar nu de tragerea lor din ea, ca în cazul precedent. Acest lucru este confirmat de marginile laterale ale degetelor, mult mai accentuate. Se remarcă aceeași atenție sporită pentru a surprinde unghiile. Degetul mare se prezintă sub aceeași formă ca și în cazul mâinii 1. Toate degetele sunt fragmentate, ceea ce generează o întreagă discuție. Doar unul dintre degete a fost dispus într-o altă parte a gropii, ceea ce ar fi determinat ipoteza cum că acesta a fost rupt în vechime, restul fragmentându-se sub greutatea pământului și a gresiei. S-a putut observa însă că, în cadrul complexului, degetul arătător a fost amplasat în locul celui mic, rupt și dispus mai spre marginea gropii. La restaurare, mâinile au fost refăcute după forma anatomică. | Instiutul de Arheologie și Istoria Artei, Cluj   | Cimec    |
|      | Mânuță „magică” | Descoperit: jud. CLUJ, com. Săvădisla, Vlaha Dimensiuni: L: 13,2 cm; Ldeget: 1,9 cm; ldegete: 6,6 cm; lmax: 5 cm; Gr.: 0,9 – 1,2 cm; L: 13 cm; Ldeget: 1,6 cm; ldegete: 5,8 cm; lmax: 6,5 cm; lbaza: 5,2 cm; Gr.: 0,7 – 1,3 cm; Gr.arătător: 0,8 cm; Greutate: 100 g Material: lut ars; modelare manuală, ardere oxidantă                                               | realizată din lut. Lungime: 13 cm; lungime degetul mare: 16 mm; lățime în zona degetelor: 5,8 cm; lățime maximă: 6,5 cm; lățime bază: 5,2 cm; grosime: variază între 7 și 13 mm; grosime arătător: 8 mm; greutate totală: 100 g. Culoare, la exterior: gri-maroniu (10YR: 5/2) + maro-roșiatic deschis (5YR: 6/4) + gri-verzui (10Y: 5/1) + gri-verzui închis (10Y: 4/1); la interior: maro-măsliniu deschis (2.5Y: 5/3) + maro-roșiatic deschis (5YR:6/4). Acest spectru de culori ne atestă o ardere oxidantă incompletă, superficială, precum și urmele unei arderi secundare, mai vizibilă în cazul mâinii 2. Piesa este realizată dintr-o pastă frământată superficial, ce are la bază o argilă degresată cu nisip de granulație mare și material organic. Aspectul său trădează tragerea degetelor din blocul plat care constituie mâna, cu o atenție sporită pentru detaliile de demarcare a degetelor între ele, precum și pentru a surprinde ceea ce pot fi considerate ca reprezentând unghii, adică mici proeminențe ascuțite, trase spre exterior. Aceste unghii vor constitui principalul argument în deteminarea mâinii stângi, respectiv a celei drepte, situație în care mâna 1 ar fi reprezentarea celei drepte. În locul degetului mare, apare o mică proeminență poziționată într-un unghi de aproape 90˚ față de arătător. Toate celelalte degete sunt rupte de la bază. Cel puțin unul dintre ele, inelarul, putea fi fragmentat intenționat din vechime și plasat într-o altă parte a gropii, față de locul dispunerii mâinilor. Ruperea celorlalte degete putea să fi survenit sub greutatea pământului, și totodată ca urmare a realizării lor dintr-o pastă de slabă calitate, insuficient arsă. Din păcate, nu dispunem de un spectru care să ne arate dacă argila este una locală sau de altă proveniență. | Instiutul de Arheologie și Istoria Artei, Cluj   | Cimec    |
|      | Racloar transversal | Descoperit: Aswan, Egipt Material: silex de culoare maro cu grad accentuat de lustruire. Percuție directă cu percutor dur. | Racloar transversal concav realizat pe o așchie corticală cu talonul spart și concoidul eliminat prin desprinderea ulterioară a unei așchii menită să subțieze parte proximală. În partea transversală, ușor oblic față de axa de percuție a fost realizată o encoche largă, cu retușe directe de tip "en ecaille". | Muzeul Național de Istorie a Transilvaniei, Cluj | Cimec    |
|      | Nucleu levallois | Descoperit: Aswan, Egipt Material: piesă din silex de culoare cafenie | Planul de lovire este neted, piesa fiind acoperită de cortex în zona "dos". Se observă negativul unei așchii Levallois cu talon neted. | Muzeul Național de Istorie a Transilvaniei, Cluj | Cimec    |
|      | Piesă bifacială cordiformă | Descoperit: Aswan, Egipt Material: jasp de culoare maro, grad de lustruire ridicat | Piesă bifacială cordiformă care prezintă dorso-ventral, în partea proximală, porțiuni acoperite de cortex. | Muzeul Național de Istorie a Transilvaniei, Cluj | Cimec    |
|      | Piesă bifacială amigdaloidă | Descoperit: Aswan, Egipt Material: silex de culoare maro cu grad de lustruire ridicat; cioplire bifacială | Piesă bifacială amigdaloidă. Piesa prezintă în partea proximală, pe latura dreaptă porțiuni acoperite de cortex. | Muzeul Național de Istorie a Transilvaniei, Cluj | Cimec    |
|      | Vârf Levallois | Descoperit: Aswan, Egipt Material: silex de culoare maro cu grad ridicat de lustru | Silex de culoare maro, cu grad ridicat de lustru. Retușele, alterne, afectează puțin marginile piesei fiind considereate retușe scurte marginale. | Muzeul Național de Istorie a Transilvaniei, Cluj | Cimec    |
|      | Topor | Descoperit: jud. Cluj, com. Baciu, Gura Baciului Material: topor tip Walzenbeile din amfibolit | Topor vălătuc de mari dimensiuni, piesă tipică pentru așezările Criș, din amfibolit. | Muzeul Național de Istorie a Transilvaniei, Cluj | Cimec    |
|      | Megaloceros gigantaeus | Datare: Pleistocen superior Descoperit: jud. Mureș, com. Păsăreni, Gălățeni, La Darac Material: os și corn | Craniu de Megaloceros gigantaeus cu coarne incomplete, păstrate în proporție de circa 30%, cu dentiția păstrată în alveole (excepție molarul 3 stâng, care este căzut), craniul este rupt proximal la nivelul premaxilarelor, posibil trofeu de vânătoare. | Muzeul Național de Istorie a Transilvaniei, Cluj | Cimec    |
|      | Felis leo spelaeus | Datare: Pleistocen terminal Descoperit: jud. Bihor, com. Aștileu, Peștere, Peștera Igrița Material: os | Craniu aproape complet, mandibula lipsă, cu ușoare deteriorări în regiunea orbitală, timpanică, palatină, pterigoidiană și occipitală, dentiția este incompletă. | Muzeul Național de Istorie a Transilvaniei, Cluj | Cimec    |
|      | Crocuta spelaea | Datare: Pleistocen terminal Descoperit: jud. Bihor, com. Aștileu, Peștere, Peștera Igrița Material: os | Craniul și mandibula, provenite de la un exemplar adult, sunt aproape întregi, arcadele zigomatice deteriorate, doi incisivi mandibulari sunt absenți, uzura dentiției maxilare este inegală, iar la nivelul premolarilor 4 superiori uzura este deplasată pe fețele interne, ceea ce denotă o masticație incorectă a animalului cauzată, probabil, de o malformație. | Muzeul Național de Istorie a Transilvaniei, Cluj | Cimec    |
|      | Turtă de bronz | Datare: Sec.XII a.Chr. Descoperit: jud. Alba, com. Ocna Mureș, Uioara de Sus, Tăul Mare Material: turtă de bronz obținută prin turnare | Este o turtă de bronz ca formă des întalnită pentru perioada respectivă, dar probabil a fost utilizată și ca nicovală. | Muzeul Național de Istorie a Transilvaniei, Cluj | Cimec    |
|      | Turtă de bronz | Datare: Sec. XII a.Chr. Descoperit: jud. Alba, com. Ocna Mureș, Uioara de Sus, Tăul Mare Material: turtă de bronz obținută prin turnare | Turtă ovală-semisferică cu bucăți de nituri netopite. | Muzeul Național de Istorie a Transilvaniei, Cluj | Cimec    |
|      | Turtă de bronz | Datare: Sec. XII a.Chr. Descoperit: jud. Alba, com. Ocna Mureș, Uioara de Sus, Tăul Mare Material: turtă de bronz obținută prin turnare | Turtă de bronz de formă semisferică-circulară, pe partea plană prezintă picuri de bronz solidificați de mari dimensiuni. | Muzeul Național de Istorie a Transilvaniei, Cluj | Cimec    |
|      | Turtă de bronz | Datare: Sec. XII a.Chr. Descoperit: jud. Alba, com. Ocna Mureș, Uioara de Sus, Tăul Mare Material: turtă de bronz obținută prin turnare | Turtă fragmentară, în formă de sfert de semisferă a fost folosită ca și o mica nicovală cu bucăți de lame netopite în structură, muchia circulară este bătută. | Muzeul Național de Istorie a Transilvaniei, Cluj | Cimec    |
|      | Turtă de bronz | Datare: Sec. XII a. Chr. Descoperit: jud. Alba, com. Ocna Mureș, Uioara de Sus, Tăul Mare Material: turtă de bronz obținută prin turnare | Turtă de formă fusiformă turnată într-un tipar, stare bună de conservare. | Muzeul Național de Istorie a Transilvaniei, Cluj | Cimec    |
|      | Turtă de bronz | Datare: Sec. XII a.Chr. Descoperit: jud. Alba, com. Ocna Mureș, Uioara de Sus, Tăul Mare Material: turtă de bronz obținută prin turnare | Turtă de formă circulară-semisferică de mici dimensiuni cu depuneri albe. | Muzeul Național de Istorie a Transilvaniei, Cluj | Cimec    |
|      | Turtă de bronz | Datare: Sec. XII a.Chr. Descoperit: jud. Alba, com. Ocna Mureș, Uioara de Sus, Tăul Mare Material: turtă de bronz obținută prin turnare | Turtă de bronz de formă circulară-semisferică, turnată în mai multe etape, prezintă urme de răciri succesive. | Muzeul Național de Istorie a Transilvaniei, Cluj | Cimec    |
|      | Turtă de bronz | Datare: Sec XII a.Chr Descoperit: jud. Alba, com. Ocna Mureș, Uioara de Sus, Tăul Mare Material: turtă de bronz obținută prin turnare | Turtă de bronz de formă aproximativ prismatică-poligonală neregulată cu depuneri albe-cafenii. | Muzeul Național de Istorie a Transilvaniei, Cluj | Cimec    |
|      | Turtă de bronz | Datare: Sec XII a.Chr Descoperit: jud. Alba, com. Ocna Mureș, Uioara de Sus, Tăul Mare Material: turtă de bronz obținută prin turnare | Turtă de bronz subțire de formă semicirculară. | Muzeul Național de Istorie a Transilvaniei, Cluj | Cimec    |
|      | Turtă de bronz | Datare: Sec XII a.Chr Descoperit: jud. Alba, com. Ocna Mureș, Uioara de Sus, Tăul Mare Material: turtă de bronz obținută prin turnare | Turtă de formă semisferică-circulară având în margine o perforație circulară. | Muzeul Național de Istorie a Transilvaniei, Cluj | Cimec    |
|      | Cană | Datare: Aprox. 1500 î.Ch. Descoperit: jud. Cluj, Cluj-Napoca Material: ceramică lucrată la mînă | Cană cu o toartă, canelată. | Muzeul Național de Istorie a Transilvaniei, Cluj | Cimec    |
|      | Strachină decorată | Descoperit: jud. Cluj, Cluj-Napoca Material: ceramică, lucrat la mînă | Strachină decorată cu modele geometrice pe interior și bandă cu împunsături pe exterior. | Muzeul Național de Istorie a Transilvaniei, Cluj | Cimec    |
|      | Strachină decorată | Datare: Aprox 1500 Î.Ch Descoperit: jud. Cluj, Cluj-Napoca Material: ceramică brun deschisă, lucrată cu mâna | Strachină Wietenberg decorată pe interior cu crucea solară în mișcare, înconjurată de o bandă decorată cu împunsături succesive fine, cu incrustații. | Muzeul Național de Istorie a Transilvaniei, Cluj | Cimec    |
|      | Strachină | Descoperit: jud. Cluj Material: argilă, ardere oxidantă | Stachină de culoare brună cu urme de ardere secundară, decorată cu o succesiune de romburi incizate și incrustate cu alb. | Muzeul Național de Istorie a Transilvaniei, Cluj | Cimec    |
|      | Vas lobat | Datare: Apox. 1500 î.Ch Descoperit: jud. Cluj, Cluj-Napoca Material: ceramică lucrată la mînă | Vas cu patru loburi ușor răsfrânte în interior. Decor pe buză format din împunsături succesive, mărginite de o bandă nedecorată urmată de o friză cu meandru executat prin cruțarea materialului. În dreptul fiecărui lob există un decor spiralat pe verticală. | Muzeul Național de Istorie a Transilvaniei, Cluj | Cimec    |
|      | Sabie cu limbă la mîner | Material: bronz, turnare | Sabie cu limbă la mîner și cupă la prăsele. | Muzeul Național de Istorie a Transilvaniei, Cluj | Cimec    |
|      | Piesă de harnașament | Descoperit: jud. Maramureș, com. Ungureni/Sant Material: bronz, turnare, două piese fixate intre ele in formă de clopoțel | Două piese în formă de clopot, fixate intre ele cu două piciorușe. | Muzeul Național de Istorie a Transilvaniei, Cluj | Cimec    |
|      | Kurd | Descoperit: jud. Mureș, com. Brâncovenești Material: foiță de bronz, incrustată, cu marginea uniform rulată peste o sîrmă de bronz, gît tronconic. | Situlă din bronz, din foiță de bronz obținută prin ciocănire, cu marginea uniform rulată peste o sîrmă de bronz, gâtul tronconic este ornat cu triunghiuri. Torțile sunt ornate prin ciocănire. Corpul este format din două plăci unite prin nituire. | Muzeul Național de Istorie a Transilvaniei, Cluj | Cimec    |
|      | Psalie in formă de paranteză | Datare: Aprox. 1100-1000 î.Ch. Descoperit: jud. Maramureș, com. Rodna Veche, Necunoscut Material: bronz, turnare | Piesă deosebit de bine realizată cu mai multe orificii de fixare a curelelor. | Muzeul Național de Istorie a Transilvaniei, Cluj | Cimec    |
|      | Mâner - leu | Datare: Sfârșitul sec. II - începutul sec. III p.Chr. Descoperit: jud. Alba, Alba Iulia, Apulum Material: bronz; turnare plină | Mânerul reprezintă un leu culcat pe labe, ținând în bot un obiect neidentificat. Partea posterioară a leului este acoperită cu trei frunze stilizate de acant. Pupilele ochilor sunt marcate prin adâncituri. | Muzeul Național de Istorie a Transilvaniei, Cluj | Cimec    |
|      | Pateră | Datare: Sec. I - începutul sec. II p. Chr. Descoperit: Achiziție, fără loc de descoperire Dimensiuni: L păstrată a torții = 25 mm; l păstrată a torții = 45 mm. Material: bronz; patină verzuie; turnare plină | Buza vasului este răsfrântă în exterior și marcată printr-o canelură internă. Pe fața externă are două caneluri incizate la partea superioară și cea inferioară. Imediat sub buză se află o linie incizată, urmată de alte două, paralele. Corpul vasului nu este adânc. Fundul inelar este proeminent. Un umbo și două muluri concentrice în relief se află pe fața externă a acestuia. Mânerul s-a păstrat numai înspre buză și plat, cu laturile ușor arcuite, are cercuri incizate pe toate laturile păstrate. Tipologie: Rádnoti 1938, tip 19, 63-64, pl.4/19, 23/5a. | Muzeul Național de Istorie a Transilvaniei, Cluj | Cimec    |
|      | Ulcior | Datare: Sec. II - III p.Chr. Descoperit: jud. Mureș, com. Cristești, Cristești, Castrul roman Material: bronz cu patină de culoare verde închis; martelare | Buza urciorului are manșon în exterior și este ușor înclinată spre interior. Corpul ovoidal nu a fost separat de gâtul ușor evazat la partea superioară. Fundul inelar este puțin înalt. Probabil că avea toartă. | Muzeul Național de Istorie a Transilvaniei, Cluj | Cimec    |
|      | Oenochoe | Datare: Sec I p.Chr. - conform analogiilor, dar și mai târziu - conform autorului publicării M. Bărbulescu Descoperit: jud. Cluj, Turda, Potaissa - castrul roman? Dimensiuni: l deversor: 85 mm Material: bronz, patină verzuie; turnarea plină; realizat din trei părți turnate, care apoi au fost lipite                                                             | Vas realizat prin turnare plină, din trei părți, care au fost lipite - corpul și baza pe de o parte, gâtul și buza pe de altă parte, la care s-a adăugat toarta. Buza vasului este prevăzută cu un deversor lung, îngroșat la capăt și puțin arcuit spre baza lui. Gâtul este înalt și îngust. Trecerea către umărul vasului este marcată de două profilaturi. Corpul este ovoidal, cu diametrul maxim la partea superioară. Face parte din serviciile de tip patera-oinochoe, de sorginte sud-italică, utilizate pentru libații. | Muzeul Național de Istorie a Transilvaniei, Cluj | Cimec    |
|      | Diploma militară a pedestrașului Marcus Ulpius Novantico - tabella II                                                                                      | Datare: 110 p.Chr. Descoperit: jud. Sălaj, com. Mirșid, Moigrad-Porolissum, Porolissum - castrul de pe Pomet Material: bronz; batere; tăiere; perforare; incizie | Diploma militară a pedestrașului Marcus Ulpius Novantico - fragment din tabella II. Tabella II este spartă în două bucăți. Text tabella II intus:…le-a dat cetățenia romană înainte de terminarea serviciului militar, cu trei zile înainte de idele lui August, la Darnithithum, în timpul consulatului lui Lucius Minicius Natalis și Quintus Silvanus Granianus. Pedestrașului Marcus Ulpius Novantico, fiul lui Adcobrovatus, din Ratae. Copiat și autentificat după placa de bronz care este fixată la Roma în zidul de după templul divinului Augustus, în dreptul (statuii) Minervei. Tabella II extrinsecus: P(ublii) Corneli(i) Alexandri L(ucii) Pulli(i) Verecundi P(ublii) Atini(i) Amerimni C(ai) Tuticani Saturnini L(ucii) Pulli(i) Trophimi C(ai) Iuli(i) Parati M(arci) Iuni(i) Eutychi Tabella I se păstrează la Muzeul Național de Istorie a României. | Muzeul Național de Istorie a Transilvaniei, Cluj | Cimec    |
|      | Împăratul Caracalla | Datare: Începutul sec. III p.Chr. Descoperit: jud. Sălaj, com. Mirșid, Moigrad-Porolissum, Castrul roman Material: bronz; turnare la cald | Fragment din figura împăratului Caracalla: fruntea, obrazul și ochiul stâng; fața tânără, ovală, cu fizionomie maiestuoasă; ochii mari, cu irisul marcat; mustața și barba scurte, cârlionțate. | Muzeul Național de Istorie a Transilvaniei, Cluj | Cimec    |
|      | Împăratul Caracalla - vârful drept al încălțămintei împăratului                                                                                            | Datare: Începutul sec. III p.Chr Descoperit: jud. Sălaj, com. Mirșid, Moigrad-Porolissum, Castrul roman de pe Pomet Material: bronz; turnare goală | Statuia ecvestră a împăratului Caracalla. Fragmentul reprezintă vârful încălțămintei drepte, cu talpă groasă, limbă ovală și două corrigia încrucișate; pe margini este decorată cu palmete și lujeri. | Muzeul Național de Istorie a Transilvaniei, Cluj | Cimec    |
|      | Împăratul Caracalla - mantia imperială | Datare: Începutul sec. III p.Chr. Descoperit: jud. Sălaj, com. Mirșid, Moigrad-Porolissum, Castrul roman de pe Pomet Material: bronz; turnare goală | Fragmentul reprezintă un fald din paludamentum, care atârna probabil peste brațul personajului. | Muzeul Național de Istorie a Transilvaniei, Cluj | Cimec    |
|      | Împăratul Caracalla- ochiul drept al calului | Datare: Începutul sec. III p.Chr Descoperit: jud. Sălaj, com. Mirșid, Moigrad-Porolissum, Castrul roman de pe Pomet Material: bronz; turnare goală | Statuia ecvestră a împăratului Caracalla. Fragmentul reprezintă ochiul drept al calului. | Muzeul Național de Istorie a Transilvaniei, Cluj | Cimec    |
|      | Împăratul Caracalla - piciorul posterior stâng al calului                                                                                                  | Datare: Începutul sec. III p.Chr Descoperit: jud. Sălaj, com. Mirșid, Moigrad-Porolissum, Castrul roman de pe Pomet Material: bronz; turnare goală | Statuia ecvestră a împăratului Caracalla. Fragmentul reprezintă o parte a piciorului posterior stâng al calului. | Muzeul Național de Istorie a Transilvaniei, Cluj | Cimec    |
|      | Împăratul Caracalla - partea inferioară a piciorului anterior drept al calului                                                                             | Datare: Începutul sec. III p.Chr Descoperit: jud. Sălaj, com. Mirșid, Moigrad-Porolissum, Castrul roman de pe Pomet Material: bronz; turnare goală | Fragment din partea inferioară a piciorului anterior drept al calului, în poziția de pășire, înainte cu copita. | Muzeul Național de Istorie a Transilvaniei, Cluj | Cimec    |
|      | Mână | Datare: Sec. II p.Chr. Descoperit: jud. Hunedoara, com. Sarmizegetusa, Sarmizegetusa, Ulpia Traiana Sarmizegetusa Material: bronz, patină verde închis, turnare goală | Mâna stângă, a unei probabile statui onorare, în mărime naturală. Se remarcă acuratețea artistică. Mâna este delicată, cu palma în formă de căuș, degetele ușor îndoite, arătătorul și mijlociul întinse. Lipsește porțiunea superioară a mâinii. | Muzeul Național de Istorie a Transilvaniei, Cluj | Cimec    |
|      | Împărătesa Iulia Domna | Datare: Începutul sec. III p.Chr. Descoperit: jud. Sălaj, com. Mirșid, Moigrad-Porolissum, Castrul de pe Pomet Material: bronz, patină verde închis, turnare goală | Piesa reprezintă un mic fragment al feței, dintr-o statuie a împărătesei Iulia Domna. Se conservă ochiul stâng, migdalat și nasul drept. | Muzeul Național de Istorie a Transilvaniei, Cluj | Cimec    |
|      | Minerva | Datare: Primele decenii ale sec. III p.Chr. Descoperit: jud. Sălaj, com. Dragu, Ugruțiu Material: bronz; patină verde, turnare plină; soclul gol în interior | Zeița are trăsături fine, cu ochi mari, inițial încrustați cu pastă de sticlă; păr cu bucle pe tâmplă și împletit la ceafă. Poartă un coif corintic, cu crista înaltă, susținută de un sfinx. Îmbrăcămintea este formată dintr-un peplos doric, cu mâneci largi și egida pe piept, iar deasupra un himation în diagonală peste bust. În mâna dreaptă ridicată, ține lancea, iar cu cealaltă sprijinea scutul. În picioare are sandale cu talpă groasă. Statueta face corp comun cu un soclu paralelipipedic, gol în interior și decorat cu câte o mulură. Fragmentară: lipsesc mâna stângă și atributul din cea dreaptă. | Muzeul Național de Istorie a Transilvaniei, Cluj | Cimec    |
|      | Lupta dintre doi gladiatori | Datare: Sec. II p.Chr. Descoperit: jud. Cluj, Turda, Potaissa Material: bronz cu patină brună; turnare goală | Este înfățișată lupta dintre doi gladiatori ghemuiți, un secutor și un retiarius. Secutor-ul este în genunchi, îmbrăcat într-o armură cu un șorț ornamental, legat cu cingulum peste șolduri; încălțat cu caliga; gambele apărate de ocrea. În mâna stângă ține mânerul unui pugio. Pe cap poartă un coif masiv cu vizieră și grilă deasă. Retiarus are bustul gol; poartă un sorț peste talie; păr lung și ondulat; desculț. Brațul stâng este acoperit de o manica; ochii mari și gura larg deschisă indică efortul de a opri atacul partenerului, aflat într-o poziție mai avantajoasă, în genunchi, spre deosebire de retiarius, care stă pe pământ. În mâna dreaptă prinde o armă (nepăstrată), probabil o suliță sau un trident. Cei doi gladiatori sunt așezați pe un suport cilindric cu duble caneluri, decorate cu motive vegetale și geometrice. Nu se păstrează armele gladiatorilor. | Muzeul Național de Istorie a Transilvaniei, Cluj | Cimec    |
|      | Amor înaripat, nud | Datare: Sec. al II-lea p.Chr. Descoperit: jud. Hunedoara, com. Vețel, Vețel, Micia Material: bronz, patină verzuie; turnare plină | Amor înaripat, nud, cu fizionomie juvenilă, este înfățișat în mișcare, cu corpul ușor aplecat spre spate. Fața este încadrată de bucle, ce cad simetric pe lângă tâmple. Părul este prins pe creștet într-un moț. În mâna dreaptă ridicată prinde o făclie, iar în cealaltă o mică patera, cu ofrande. | Muzeul Național de Istorie a Transilvaniei, Cluj | Cimec    |
|      | Amor înaripat, nud | Datare: Sfârșitul secolului al II-lea - începutul secolului al III-lea p. Chr. Descoperit: jud. Alba, com. Stremț, Stremț Material: bronz; patină cenușiu închisă; turnare plină | Amor înaripat, nud, cu capul întors spre obiectul pe care îl ținea în mâna dreaptă ridicată. Brațul stâng întins pe lângă corp. Părul buclat, cu moț pe creștet, ajunge la nivelul umerilor. Lipsesc laba piciorului drept și atributele. | Muzeul Național de Istorie a Transilvaniei, Cluj | Cimec    |
|      | Tânăr imberb | Datare: Prima jumătate a sec. II p.Chr. Descoperit: jud. Sălaj, com. Mirșid, Moigrad-Porolissum, Porolissum Material: bronz cu patină cenușie; turnare plină | Tânăr imberb, cu capul ușor întors spre stânga; trăsături fine; iris punctat; părul lung, aranjat în rulou, încadrează fața, acoperind urechile. Antebrațul stâng este ridicat, iar cel drept este lăsat pe lângă corp. Poartă o manta cu un colț pe umărul stâng, căzând de-a lungul corpului și alunecând pe genunchiul stâng. Nu se păstrează antebrațul stâng, mâna dreaptă și partea inferioară a picioarelor. | Muzeul Național de Istorie a Transilvaniei, Cluj | Cimec    |
|      | Zeul Mercurius cu petatus cu aripioare | Datare: Sfârșitul sec. I - începutul sec. II p.Chr. Material: bronz, patină verde; turnare plină | Statuetă a zeului Mercurius cu petatus cu aripioare. Mercurius, cu trăsături de copil are greutatea corpului pe piciorul drept și stângul ușor îndoit din genunchi. Capul spre dreapta, cu ochi mari care au avut incrustații din pastă vitroasă, nas drept și fin, gura frumos conturată; păr buclat în formă de melcișori. Pe cap poartă un petasos cu aripioare. Îmbrăcat într-o hlamidă prinsă pe umărul drept cu o fibulă rotundă, acoperind în falduri corpul, antebrațul și încheietura mâinii stângi. Brațul drept dezgolit, lăsat în jos, ține un marsupium bifid. În mâna stângă, ușor ridicată, avea caduceul. În picioare are botine cu aripioare. Aripioara dreaptă și atributul din mâna stângă dispărute. | Muzeul Național de Istorie a Transilvaniei, Cluj | Cimec    |
|      | Taur dolichenian | Datare: Sec. II p.Chr. Descoperit: jud. Cluj, Cluj-Napoca, Napoca - Piața Unirii Material: bronz cu patină de culoare verde închis; turnare goală | Taur în mișcare, cu capul întors spre dreapta și piciorul drept anterior ridicat. Corp masiv; ochi mari migdalați; cârlionți pe frunte; nări puternice; bot mare, întredeschis; coarne ascuțite, întoarse spre interior, grumaz robust, a cărui piele face cute adânci, paralele; coada lungă este încârligată pe cupă. Vigoarea corpului animalului și cele două benzi, una orizontală deasupra nărilor și cealaltă verticală, separând cârlionții din partea netedă a pielii de pe cap, amintesc, poate, de un căpăstru - indicii care ar putea defini un taur dolichenian. | Muzeul Național de Istorie a Transilvaniei, Cluj | Cimec    |
|      | Diana | Datare: Primele decenii ale sec. III p.Chr. Descoperit: jud. Cluj, Turda, Potaissa Material: bronz, patină verzuie; turnare plină | Diana este reprezentată în mișcare, cu corp suplu și fizionomie tinerească. Părul buclat, cu trei fascicole de onduleuri care acoperă urechile, este pieptănat spre spate și ajunge până la nivelul umerilor. Pe creștet poartă krobylos; frunte îngustă, sprâncene stufoase, ochi migdalați, gura cu buza superioară arcuită. Greutatea corpului se sprijină pe piciorul drept. Pășește cu piciorul stâng, ușor flexat în față. Poartă tunică scurtă, deasupra genunchilor, cu mânecile până la cot. Deasupra are o platoșă cu pteryges ovale la partea inferioară și apărătoare de umăr de aceeași formă. Poartă botine înalte până la mijlocul gambei. Brațul drept este îndoit din cot, iar cu mâna dreaptă scoate o săgeată din tolba de la spate. Pe piept se observă diagonala de care este prinsă tolba de la spate, iar deasupra lambrechinurilor, centurionul. Palma stângă în care ținea un obiect, probabil arcul, este făcută căuș. Corpul este disproporționat, cu umerii înguști, bust alungit, mușchii gambelor pronunțați, tălpi mari. Lipsește atributul din mâna stângă. | Muzeul Național de Istorie a Transilvaniei, Cluj | Cimec    |
|      | Genius nud, înaripat, în mișcare | Datare: Secolul al III-lea p.Chr. Descoperit: jud. Cluj, Turda, Potaissa Material: bronz; turnare plină | Tânăr nud, înaripat, în mișcare. Brațul drept este ridicat, stângul, depărtat de corp, atârnă. Piciorul drept este întins, celălalt dus mult în spate și îndoit. Aripile, lungi, sunt strânse. Coafura înaltă, neobișnuită, are forma unei diademe, cu șuvițele de păr radiale. Lipsesc laba piciorului stâng, vârful aripii drepte și atributele. Statueta prezintă o ușoară deformare, personajul fiind mult înclinat spre spate. | Muzeul Național de Istorie a Transilvaniei, Cluj | Cimec    |
|      | Călăreț | Datare: Sec. II - III p.Chr. Descoperit: jud. Mureș, com. Sânpetru de Câmpie, Sânpetru de Câmpie Material: bronz cu urme de aurire, patină cenușie; turnare plină | Personaj masculin, imberb, cu trăsături regulate; părul stâns în rulou și prins la ceafă. Poartă o hlamidă, fixată pe umărul stâng, care îi acoperă pieptul pe diagonală, formând un brâu lat în jurul taliei, spre care privește. După poziția picioarelor, îndepărtate și îndoite din genunchi, pare a fi vorba despre un călăreț. Statueta se apropie ca tip de cele elenistice. Mâinile și laba piciorului stâng sunt rupte; genunchiul stâng deteriorat. | Muzeul Național de Istorie a Transilvaniei, Cluj | Cimec    |
|      | Venus Anadyomene | Datare: Sfârșitul sec. II - începutul sec. III p.Chr. Descoperit: jud. Cluj, Turda, Potaissa Material: bronz, patină cenușie; turnare plină | Statuetă din bronz, reprezentând-o pe Venus Anadyomene ("ridicându-se din mare"). Cap prea mare în raport cu corpul; trăsături grosolane ale feței; umeri înguști; talie prelungă; șolduri late. Părul lung, cu cărare la mijloc, este strâns la ceafă într-un coc; două șuvițe îi cad pe umeri, cea din stânga fiind prinsă cu mâna. Pe cap poartă o diademă în formă de semilună, cu trei protuberanțe. | Muzeul Național de Istorie a Transilvaniei, Cluj | Cimec    |
|      | Mercurius ca Hermes Thot | Datare: Sec. II - III p. Chr. Descoperit: jud. Mureș, com. Gornești, Gornești Material: bronz; turnare plină | Satueta este fragmentară: lipsesc o parte din antebrațul și mâna dreaptă, laba piciorului stâng, vârful piciorului drept și partea inferioară a caduceului. Mercurius, cu floare de lotus pe creștet, poartă o manta care îi acoperă corpul; trăsături bine conturate: nas proeminent, gura cu buza inferioară cărnoasă, bărbie proeminentă, ochi adânciți. Pe cap poartă petasus cu boruri late și două aripioare laterale, care încadrează frunza de lotus înaltă de pe creștet; capul ușor întors spre dreapta. Veșmântul este prins cu o fibulă rotundă pe umărul drept și are falduri unghiulare pe piept, oblice în față și verticale pe spate. În mâna dreaptă ținea probabil punga, iar în stânga un caduceu cu partea inferioară groasă și torsionată. | Muzeul Național de Istorie a Transilvaniei, Cluj | Cimec    |
|      | Vas | Datare: Sec. II - III p.Chr. Descoperit: jud. Alba, Zlatna, Ampelum Dimensiuni: 123 mm Material: bronz, cu patină verzuie; recipientul este lucrat prin martelare, iar toarta prin turnare plină | Căldărușă bronz cu profil în formă de S, fund inelar. Fața externă a fundului este concavă, cu două grupuri de cercuri concentrice incizate. Buza vasului este răsfrântă spre exterior și are la fața superioară mici incizii. Atașe de toartă de formă triunghiulară, cu prinzătoare. Toartă mobilă curbată la extremități, care sunt terminate în capete de pasăre. Secțiunea centrală este ritmată de o succesiune de cercuri incizate transversal în șiruri foarte apropiate unele de altele în extremitățile torții și grupate câte trei în partea centrală a acesteia. Piesa a fost restaurată. Tip Boesterd nr. 152, 47, Pl. VI. | Muzeul Național de Istorie a Transilvaniei, Cluj | Cimec    |
|      | Situla tronconică | Datare: După analogii: sfârșitul sec. al II-lea p.Chr. - începutul sec. III p.Chr. Descoperit: jud. Alba, Zlatna, Ampelum Dimensiuni: I toartă: 85 mm Material: bronz, culoare arămie, patină verzuie; Martelare și turnare plină pentru toartă | Vasul are formă tronconică, cu pereții ușo concavi. Buza este răsfrântă în exterior, fundul are un mic inel la bază. Pe corp are trei șiruri de linii paralele incizate, amplasate începând dinspre buză spre mijlocul locului de amplasare a frunzelor decorative în care au fost făcute găurile pentru atașarea torților, apoi alte două pe corp, la distanțe inegale. Toartă mobilă, curbată la extremități, terminate în capete de pasăre. Fața externă a fundului este concavă, cu două grupuri de cercuri concentrice incizate. A fost restaurat 25% din corpul vasului, care era deformat în momentul descoperirii. Tipologie: Eggers 1951, tip 36 = Rádnoti 1951, tip 53. | Muzeul Național de Istorie a Transilvaniei, Cluj | Cimec    |
|      | Oenochoe | Datare: Sec. II p.Chr. - conform analogiilor Descoperit: jud. Alba, Zlatna, Ampelum Dimensiuni: I toartă: 150 mm Material: bronz, culoare maroniu-roșcată; patină verzuie; martelare și turnare plină pentru toartă și deversor | Gura largă este prevăzută cu un deversor, ulterior lipit; gât scurt; corp bombat și larg, sprijinit pe un fund inelar, puțin concav. Gâtul și corpul sunt decorate cu linii fine incizate și paralele. Partea din toartă, care este prinsă pe diametrul maxim al recipientului, are formă de frunză palmată, cu două orificii mari spre margini și cu nervurile marcate prin linii fine. Tipologie: Rádnoti 1938, tip 75, Pl. XIII | Muzeul Național de Istorie a Transilvaniei, Cluj | Cimec    |
|      | Oenochoe | Datare: Sec. II p.Chr. - conform analogiilor Descoperit: jud. Alba, Zlatna, Ampelum Dimensiuni: I toartă: 140 mm Material: bronz, patină verzuie, culoare maroniu - roșcată; martelare | Gură largă, cu deversor; gât scurt; corp bombat și larg; fund concav pe fața exterioară; patru linii paralele incizate în spațiul dintre gât și trecerea spre diametrul maxim; toarta prinsă pe recipient printr-o frunză palmată, alungită, care are trei orificii: - două laterale și unul pe lobul din față. Tipologie: Rádnoti 1938, tip 75, Pl. XIII | Muzeul Național de Istorie a Transilvaniei, Cluj | Cimec    |
|      | Vas | Datare: Sec. II p.Chr. Descoperit: jud. Alba, Zlatna, Ampelum Dimensiuni: I toartă: 150 mm Material: bronz, patină verzuie; turnare plină și martelare | Corp ovoidal cu profil ușor concav; fund concav cu două grupuri de cercuri în relief pe fața externă și cu un inel plat în centru. Înălțimea gâtului este subliniată de muluri fine. Toartă în formă de crosă; în extremitatea superioară este supraînălțată și are o tijă în formă de frunză, cu vârful ridicat în sus; extremitatea inferioară se termină printr-un bust feminin. Bustul are capul puțin întors spre stânga, ochii bine conturați; nas turtit, gură mică cu colțurile marcate; gât scurt și gros. Personajul are o haină modelată în formă de semilună; păr redat în șuvițe. De o parte și de alta a capului sunt redate două decoruri în formă de semilună. | Muzeul Național de Istorie a Transilvaniei, Cluj | Cimec    |
|      | Garnitură ornamentală de jug în formă de cap de mistreț | Datare: Sec. II p.Chr. Descoperit: jud. Sălaj, com. Mirșid, Moigrad-Porolissum Material: bronz cu patină de culoare verde închis; turnare plină; incizie | Garnitură ornamentală de jug. Piesa reprezintă o frumoasă defensă, masivă, a unui mistreț; în partea anterioară capul mistrețului, așezat pe labele anterioare întinse. Extremitatea exterioară a defensei este decorată cu un buton, iar imaginea animalului apare dintr-un mănunchi de trei frunze de acant, cea din mijloc purtând în vârf o protuberanță. Mistrețul este gata de atac, cu ochii măriți, nările dilatate, botul larg deschis și coama zbârlită. Sculptura face parte din categoria pieselor de tipul Joc. | Muzeul Național de Istorie a Transilvaniei, Cluj | Cimec    |
|      | Zeul Mercurius | Datare: Secolul al II-lea p.Chr. Descoperit: jud. Cluj, Turda, Potaissa Material: bronz; patină verde; turnare plină | Mercurius, pe cap cu petasos cu boruri largi și aripioare, are greutatea corpului pe piciorul drept și stângul ușor îndoit din genunchi și tras spre spate. Este înclinat spre stânga. În mâna dreaptă intinsă, ține punga trifidă. Pe umărul stâng, până în dreptul pieptului, se observă un colț al mantalei, care se înfășoară pe braț și al cărui capăt se lipește de corp. În mâna stângă, ținea probabil caduceul. Atributul din mâna stângă nu se păstrează. | Muzeul Național de Istorie a Transilvaniei, Cluj | Cimec    |
|      | Libera sau o manadă | Datare: Sfârșitul sec. II - începutul sec. III p.Chr. Descoperit: jud. Bistrița-Năsăud, com. Uriu, Ilișua, Castrul roman Material: bronz cu patină cenușiu - verzuie; turnare plină | Statuetă din bronz, reprezentând-o pe Libera sau o manadă. Corp atletic, ușor arcuit; greutatea corpului cade pe piciorul drept; șoldul drept proeminent; piciorul stâng adus în față. Fața este aproape pătrată, cu ochii mari încrustați cu pastă sticloasă albă; nas lung și drept; gură senzuală, cu buza superioară arcuită. Păr bogat, pieptănat cu cărare la mijloc, acoperă urechile și este strâns într-un coc la ceafă. Pe creștet are două frunze late și o floare la mijloc, iar în dreptul urechilor ciorchine de strugure. Poartă o draperie cu un capăt pe umărul drept, care acoperă o parte din spate, sânul drept și abdomenul, lăsând nudă partea stângă a corpului până la coapsă. Draperia face falduri ovale, lăsând liber piciorul drept. Brațul drept este ridicat și în mâna dreaptă ținea probabil tirsul. Brațul stâng este lăsat pe lângă corp, iar în mâna stângă ținea cantharos-ul, din care a mai rămas doar toarta. Statueta este fragmentară: lipsesc picioarele de la genunchi în jos și atributele. | Muzeul Național de Istorie a Transilvaniei, Cluj | Cimec    |
|      | Jupiter Dolichenus | Datare: Sfârșitul sec. II p.Chr. - primele decenii ale sec. III p.Chr. Descoperit: jud. Bistrița-Năsăud, com. Uriu, Ilișua, Castrul roman Material: bronz, cu patină de culoare verde închis; turnare goală | Statuetă din bronz, reprezentându-l pe Jupiter Dolichenus. Zeul, cu mustăți și barbă stufoasă, are păr buclat și poartă pe cap o bonetă frigiană. Boneta, cu moț ascuțit, are în față, pe creștet o cunună cu șapte proeminențe folioforme și la mijloc, între două frunze, o sferă. Zeul este îmbrăcat în armură tip thorax. Cu mâna dreaptă ridicată, prindea probabil toporul bipen, iar în cea stângă, întinsă înainte, ținea jerba de fulgere. Statueta este fragmentară: lipsește partea inferioară a statuetei și atributele. | Muzeul Național de Istorie a Transilvaniei, Cluj | Cimec    |
|      | Jupiter | Datare: Epoca antoniniană: sfârșitul sec I - sfârșitul sec. II p.Chr. Descoperit: jud. Mureș (?) Material: bronz cu patină brună; turnare goală | Piesa reprezintă pectoralul lui Jupiter, realizat într-o manieră artistică cu totul remarcabilă. Zeul este înfățișat în postură calmă, maiestuoasă, cu figura expresivă; ochi mari, cu pupile marcate; sprâncene groase; gură mică; mustața, barba și părul cârlionțate, gâtul puternic, pieptul vânjos. Pe cap are o cunună din două rânduri de frunze de stejar. În partea inferioară se observă o ramură de lauri, din care parcă răsare bustul. În porțiunea posterioară a piesei se păstrează mici nituri, care definesc funcționalitatea de ornament pentru mobilier sau aplică de vas. | Muzeul Național de Istorie a Transilvaniei, Cluj | Cimec    |
|      | Tânăr satir | Datare: Sec. II p.Chr. Descoperit: jud. Hunedoara, com. Sarmizegetusa, Sarmizegetusa, Ulpia Traiana Sarmizegetusa Material: bronz aurit; turnare goală | Tânăr satir, cu fizionomie juvenilă; ochi mari, nas borcănat, gură cu buze cărnoase; păr lung, buclat, prins pe creștet într-un cirrus. În mâna stângă ține un ciorchine de strugure. Șoldurile sunt acoperite cu un șorțuleț terminat în crestături triunghiulare. Judecând după partea inferioară arcuită a obiectului, se pare că el a servit ca ornament pentru mobilier. Brațul drept și partea inferioară a personajului sunt rupte. | Muzeul Național de Istorie a Transilvaniei, Cluj | Cimec    |
|      | Jupiter Fulminans | Datare: Epoca antoniniană Descoperit: jud. Cluj, Turda, Potaissa, curtea Fabricii de ciment Material: bronz, patina verde - cenușie; capul și corpul turnare goală; membrele - turnare plină | Jupiter în ipostaza de fulminans. Zeul nud, ține în mâna dreaptă mănunchiul de fulgere, iar în cea stângă, ridicată, probabil sceptrul sau lancea. Față ovală, cu privire patetică; corp proporțional, dar puțin flasc, indică un prototip elenistic. Ține capul ușor aplecat spre umărul drept. Părul și barba sunt redate prin două rânduri de bucle. Pe cap poartă o cunună din frunze de stejar, prinsă cu taenia, ale cărei capete atârnă pe umeri și o rozetă centrală. Picioarele de la genunchi în jos au fost întregite. Atributul din mâna stângă dispărut. | Muzeul Național de Istorie a Transilvaniei, Cluj | Cimec    |
|      | Copil | Datare: Secolul al II-lea p.Chr. Descoperit: jud. Mureș, com. Râciu, Sânmartinu de Câmpie Material: bronz; patină brună; turnare plină | Prunc nud, grăsuț, cu obrajii bucălați, păr scurt, cârlionțat. Copilul stă întins, sprijinindu-se pe brațul stâng, cel drept fiind îndoit și adus spre piept; piciorul drept întins pe jumătate, celălalt ușor ridicat și flexat. Lipsește antebrațul drept și mâna stângă. | Muzeul Național de Istorie a Transilvaniei, Cluj | Cimec    |
|      | Cap de vultur | Datare: Mijlocul sec. II p.Chr. Descoperit: jud. Cluj, Turda, Potaissa Material: bronz, cu patină; turnare goală | Ornamentul, cel mai probabil destinat unei piese de mobilier, reprezintă un cap de vultur, cu cioc puternic și curbat; gât gros; penajul este redat prin incizii fine, semiovale. | Muzeul Național de Istorie a Transilvaniei, Cluj | Cimec    |
|      | Venus pudica | Datare: A doua jumătate a sec. II.Chr. Descoperit: jud. Cluj, com. Gilău, Gilău, Castrul roman Material: bronz, patină brună; turnare plină | Venus în ipostaza pudica. Trăsături fizionomice fine; ochi cu irisul punctat, nas drept, gură mică întredeschisă. Întoarce capul spre dreapta, cu privirea înainte. Părul bogat, cu cărare mediană și două rulouri, este prins la ceafă într-un coc. Două bucle, flancând gâtul, cad pe umeri. Abdomenul și fesele sunt rotunjite, sânii mici. Deasupra frunții are o diademă semicirculară. | Muzeul Național de Istorie a Transilvaniei, Cluj | Cimec    |
|      | Aplică de harnașament | Datare: Sfârșitul sec. II - începutul sec. III p.Chr. Descoperit: jud. Hunedoara, com. Sarmizegetusa, Sarmizegetusa, Ulpia Traiana Sarmizegetusa, în zona situată la NE de templul dedicat mai multor zeități (convențional denumit templul lui Malagabel) Material: bronz aurit, turnare                                                                               | Aplica prezintă un cavaler roman, în profil, spre dreapta. Personajul poartă o tunică, armură terminată în lambrachini, o mantie fluturând în vânt, în picioare calcei. În mâna dreaptă prinde un gladius. Calul, cu coada fluturând, este cabrat pe picioarele posterioare. Aplica era montată pe o placă de garnitură laterală de pe pieptarul calului. Ea a aparținut fie unui echipament complet de harnașament, fie unei statui ecvestre. Capul personajului și picioarele anterioare ale calului sunt distruse. | Muzeul Național de Istorie a Transilvaniei, Cluj | Cimec    |
|      | Cercel în formă de floare | Datare: Sec. II - III p.Chr. Descoperit: jud. Cluj, com. Mihai Viteazu, Mihai Viteazu Material: foiță de aur lucrată au repoussée; trei sârmulițe din aur trefilate și răsucite | Cercel din foiță de aur, lucrată în formă de floare. Lucrat în tehnica "au repoussé", din foiță de aur; motiv ornamental în formă de floare; sistem de închidere prin buclă în formă de S; cercelul are agățate de corp trei fire din aur terminate într-o buclă de care probabil erau suspendate perle; tip IV. Nu se păstrează cele trei pandantive; sistem de închidere prin buclă în formă de S. | Muzeul Național de Istorie a Transilvaniei, Cluj | Cimec    |
|      | Cercel cu camee din sardonix - bustul unei femei; două pandantive din perle, suspendate de două sârme răsucite, din aur; sistem de închidere în formă de S | Datare: Sec. II - III p.Chr. Descoperit: jud. Cluj, Cluj-Napoca Material: aur, lipire, gravare, șlefuire | Cercel din aur, întreg; sistemul de închidere în formă de S este realizat din sârmă de aur; partea centrală are un șaton oval în care este fixată o camee din sardonix, redând bustul unei femei; cercelul are două perle suspendate de câte un fir răsucit lucrat tot din aur; tip IV. | Muzeul Național de Istorie a Transilvaniei, Cluj | Cimec    |
|      | Suport de vas - Atlas | Datare: Sec. II p.Chr. Material: bronz, cu patină brună; turnare plină | Suport de vas din bronz, reprezentându-l pe Atlas, nud, bărbos, cu părul buclat, prins pe creștet într-un moț; brațele înălțate, aluzie la ridicarea globului terestru; sprijinit pe genunchiul stâng; piciorul drept îndoit din genunchi. Piesa reprezintă un suport, Atlas purtând deasupra capului fie un mic văscior, fie un platou. Lipsesc mâinile personajului, cu obiectul pe care îl ținea și piciorul stâng, de la genunchi în jos. | Muzeul Național de Istorie a Transilvaniei, Cluj | Cimec    |
|      | Zeul Mercurius | Datare: Sec. II p.Chr. Descoperit: jud. Cluj, Gherla, Castrul roman Material: bronz; turnare plină; torques din argint | Statuetă din bronz reprezentându-l pe Mercurius. Statuetei îi lipsește mâna stângă. Zeul este reprezentat în manieră provincială; greutatea corpului se sprijină pe piciorul drept, stângul fiind tras ușor în spate și îndoit din genunchi. Veșmântul este reprezentat printr-o hlamidă, prinsă pe umărul drept cu o fibulă rotundă; hlamida acoperă o parte din spate și se înfășoară în jurul gâtului și pe antebrațul stâng. În mâna dreaptă ține punga, iar în stânga avea probabil caduceul. Părul este strâns în moț pe creștet, cu aripioare de o parte și de alta. La gât are un torques din argint. | Muzeul Național de Istorie a Transilvaniei, Cluj | Cimec    |
|      | Cercel cu camee din sardonix - bustul unei femei; două pandantive din perle, suspendate de două sârme răsucite, din aur; sistem de închidere în formă de S | Datare: Sfârșitul sec. II – a doua jumătate a sec. III p.Chr. Descoperit: jud. Bistrița-Năsăud, com. Uriu, Ilișua, Zona castrului roman Material: aur lucrat prin ciocănire; camee din sardonix; gravare; șlefuire | Cercel fragmentar din aur, lucrat prin ciocănire. În mijlocul plăcii centrale este fixată într-o ramă de aur o camee din sardonix stratificat, redând un bust feminin din profil spre dreapta; în partea de jos a plăcuței a fost sudată o altă foiță de aur, de care atârnau inițial câte un pandantiv; nu se păstrează pandantivii. | Muzeul Național de Istorie a Transilvaniei, Cluj | Cimec    |
|      | Mercurius nud | Datare: Sec. II p.Chr. Descoperit: jud. Cluj, Cluj-Napoca, Napoca Material: bronz; patină verde; turnare plină | Zeul nud, cu corp de adolescent, păr buclat și două aripioare ridicate pe creștet. Mâinile excesiv de mari în raport cu restul corpului; lipsesc atributele; brațul a fost restaurat. | Muzeul Național de Istorie a Transilvaniei, Cluj | Cimec    |
|      | Maimuță | Datare: Sec. II - III p.Chr. Descoperit: jud. Sibiu, com. Micăsasa, Micăsasa Material: bronz, cu patină de culoare brun închisă; turnare plină | Statuetă zoomorfă din bronz, reprezentând o maimuță. Figurina, deși lucrată în manieră provincială, destul de stângace, prezintă totuși imaginea animalului ca fiind reală. Maimuța stă în poziție verticală; cap masiv, disproporționat față de restul corpului; ochi sugerați prin două orificii adânci; labele anterioare pe piept; picioare lungi, dar destul de subțiri. Piesa este un produs de import. | Muzeul Național de Istorie a Transilvaniei, Cluj | Cimec    |
|      | Nantosuelta - Proserpina | Datare: Sec. II - III p.Chr. Descoperit: jud. Cluj, Gherla, Castrul roman Material: bronz, inițial cu patină nobilă verde-oliv; turnare | Plachetă votivă din bronz, reprezentând-o pe Nantosuelta - Proserpina. Zeița este reprezentată în centrul unei aedicula, cu două coloane, capiteluri compozite și un acoperiș cu fronton triunghiular, împodobit cu palmete - acrotere și o rozetă masivă. Personajul poartă o tunică lungă, o stola, iar peste umărul și antebrațul stâng un palium. În mâna dreaptă ține o patera spre care se ridică șarpele, iar în stânga un obiect neidentificat. În partea stângă a imaginii este redată o cista mistica. Inițial personajul a fost interpretat ca o posibilă sincretizare între Hygia și Ceres. Noile interpretări denotă reprezentarea unei zeități de origine celtică. | Muzeul Național de Istorie a Transilvaniei, Cluj | Cimec    |
|      | Situla cu reprezentări agonistice în relief | Datare: Mijlocul sec. III p.Chr. Descoperit: jud. Cluj, com. Gilău, Gilău, Castrul roman Material: bronz cu patină nobilă; unele părți sunt poleite cu foiță de argint; lucrat prin turnare, incizare și strunjire | Piesă toreutică de import, provenind din provinciile vestice ale Imperiului roman. Reprezentările agonistice sunt inspirate din tradiția grecească. Situla cu reprezentări agonistice în relief, redând atleți în timpul unei competiții, într-o palestra. Vasul are formă ușor globulară și alungită la partea inferioară, toartă mobilă și fundul slab profilat, sub forma unei borduri inelare. Toartă arcuită, terminată în protome reprezentând capete de lei, este prinsă de vas prin atașuri romboidale. Buza are forma unui cununi alcătuită din patru tipuri de frunze stilizate, delimitate printr-o taenia. Corpul vasului este ornamentat cu figuri antropomorfe reliefate, alcătuind o scenă de gen: atleți în timpul unei competiții, într-o palestra. Decorul este completat cu o herma și încă două obiecte: un altar încadrat de două ramuri de palmier, pe care este așezată cununa stilizată a învingătorului; un vas sferic, în spatele căruia sunt schițate două ramuri de palmier. | Muzeul Național de Istorie a Transilvaniei, Cluj | Cimec    |
|      | Matriță de plachetă votivă reprezentându-l pe Hercules | Datare: Mijlocul sec. II p.Chr. Descoperit: jud. Cluj, Cluj-Napoca, Napoca Material: bronz; turnare | Hercules reprezentat într-o aedicula cu două coloane, capiteluri corintice și un acoperiș cu fronton triunghiular. Spre partea superioară coloanele sunt decorate în spirală, iar spre partea inferioară cu caneluri verticale. Baza frontonului este decorată cu frunze. Zeul își sprijină greutatea pe piciorul drept, cel stâng fiind ușor adus în față. În mâna dreaptă ține măciuca, iar în stânga pielea de leu. | Muzeul Național de Istorie a Transilvaniei, Cluj | Cimec    |
|      | Cataramă de centură | Datare: A II-a jumătate a sec. V p.Chr. Școală: Necunoscut Descoperit: jud. Cluj, Turda, Termele castrului Legiunii V Macedonica Material: argint, aur, almandine; turnare, batere, cloisonne (almandina pe spin), cabochon (almandinele pe placa de aur), aurire | Cataramă de centură cu inel oval și garnitură în formă de rinichi. Garnitura este prevăzută cu o placă de aur pe care sunt încastrate 18 almandine în tehnica "en cabochon". Spinul este parțial aurit, decorat în tehnica "Kerbschnitt" și câte o mască umană pe ambele fețe. La capăt are câte un vultur stilizat, iar în partea superioară se află o almandină ("cloisonné"). | Muzeul de Istorie, Turda                         | Cimec    |
|      | Cap poliedric | Datare: A II-a jumătate a sec. V p.Chr. Școală: Necunoscut Descoperit: jud. Cluj, Turda, Termele castrului Legiunii V Macedonica Material: Verigă aur, cap poliedric și almandine pe tablă gofrată | Cercel din aur, la un capăt poliedru cu almandine. O sârmă perlată înconjoară orificiul de ieșire-intrare a verigii de aur. Sub almandine se află o tăbliță din aur gofrată pentru a spori luminozitatea acestora. | Muzeul de Istorie, Turda                         | Cimec    |
|      | Cap poliedric | Datare: A II-a jumătate a sec. V p.Chr. Școală: Necunoscut Descoperit: jud. Cluj, Turda, Termele castrului Legiunii V Macedonica Material: verigă aur, cap poliedric și almandine pe tablă gofrată | Cercel din aur, la un capăt poliedru cu almandine. O sârmă perlată înconjoară orificiul de ieșire-intrare a verigii de aur. Sub almandine se află o tăbliță din aur gofrată pentru a spori luminozitatea acestora. | Muzeul de Istorie, Turda                         | Cimec    |
|      | Fibulă | Datare: A II-a jumătate a sec. V p.Chr. Școală: Necunoscut Descoperit: jud. Cluj, Turda, Termele castrului Legiunii V Macedonica Material: Argint, cupru, fier, capul și piciorul lucrat prin batere, ansa lucrată prin turnare; reparație în antichitate a piciorului rupt                                                                                             | Fibulă cu cap semicircular și picior în formă de frunză alungită, lucrată din mai multe părți. De o parte și alta a capului semicircular sunt două șarniere cu câte trei butoni, decor tip "Kerbschnitt". Al șaptelea buton era montat în mijlocul capului, în prelungirea axului piciorului. Capul se leagă de picior printr-o ansă prevăzută cu două plăcuțe triunghiulare la capete. Plăcuțele triunghiulare ca și șarnierele șibutonii au fost parțial aurite. Acul nu se păstrează, dar se păstrează părți din resorturile de fier de pe spatele capului. Piciorul a fost rupt și reparat în antichitate cu o plăcuță de cupru. Pe resorturi se observă urme de material textil. | Muzeul de Istorie, Turda                         | Cimec    |
|      | Fibulă | Datare: A II-a jumătate a sec. V p.Chr. Școală: Necunoscut Descoperit: jud. Cluj, Turda, Termele castrului Legiunii V Macedonica Material: Argint, cupru, fier, capul și piciorul lucrat prin batere, ansa lucrată prin turnare | Fibulă cu cap semicircular și picior în formă de frunză alungită, lucrată din mai multe părți. De o parte și alta a capului semicircular sunt două șarniere cu câte trei butoni, decor tip "Kerbschnitt". Al șaptelea buton era montat în mijlocul capului, în prelungirea axului piciorului. Capul se leagă de picior printr-o ansă prevăzută cu două plăcuțe triunghiulare la capete. Plăcuțele triunghiulare ca și șarnierele și butonii au fost parțial aurite. Acul nu se păstrează, dar se păstrează părți din resorturile de fier de pe spatele capului. Piciorul a fost rupt și reparat în antichitate cu o plăcuță de cupru. Pe resorturi se observă urme de material textil. | Muzeul de Istorie, Turda                         | Cimec    |
|      | Spadă | Datare: A doua jumătate a sec. al V-lea Descoperit: jud. Bihor, Valea lui Mihai Material: fier; batere, striere, forjare | Lamă cu două tăișuri, ușor îngustată în direcția vârfului (după descoperire, acesta lipsea pe o lungime de cca. 3 cm, de asemenea, se face precizarea că mânerul era păstrat pe o lungime de 1 cm). Înainte de curățare, lungimea inițială a fost apreciată la cca. 80 cm. Inițial se afla într-o teacă de lemn, în momentul descoperirii fiind vizibile fibrele acesteia în rugina care acoperea lama. Curățarea piesei a evidențiat tehnica confecționării, asemănătoare damaschinării, anume este clar vizibilă existența unei părți centrale a lamei, pe care apar striuri succesive de forma unor linii transversale în zig-zag, căreia i-au fost adăugate prin forjare două fâșii laterale, corespunzătoare celor două tăișuri. | Muzeul Național de Istorie a Transilvaniei, Cluj | Cimec    |
|      | Buterolă | Datare: A doua jumătate a sec. al V-lea Descoperit: jud. Bihor, Valea lui Mihai Material: argint lucrat prin batere, turnare, sudare; incizare; aur suflat | Rama fixată pe părțile laterale ale bazei tecii, de forma literei U și semicirculară în secțiune, ușor îngustată în partea inferioară (6 cm lățime), este lucrată din tablă subțire de argint (groasă de 0,1 cm). Spre capăt, în interior, cele două brațe sunt unite printr-o bucată și mai subțire (sub 0,02 cm) de tablă de argint, de formă semicirculară, alăturată părții exterioare a ramei. La capătul opus al ramei a fost fixat un buton masiv de argint, turnat, cu porțiunea de sub baza tecii dublu profilată. Pe partea din fața tecii, acest buton continuă printr-un romb cu o nervură mediană, proeminentă, fiind delimitat la bază de două, iar la vârf de o montură, de formă circulară. Inițial, în ele au fost încastrate cu pietre semiprețioase, la găsire fiind umplute doar cu oxid verde. Urme de aurire s-au păstrat pe partea exterioară a butonului de la bază și pe capetele ramei laterale. | Muzeul Național de Istorie a Transilvaniei, Cluj | Cimec    |
|      | Placă ornamentală din argint cu almandine, pentru teaca de spadă                                                                                           | Datare: A doua jumătate a sec. al V-lea Descoperit: jud. Bihor, Valea lui Mihai Material: argint turnat, decorat prin incizii; almandine șlefuite | Placă de argint, turnată (grosime medie de 0,2 cm, ușor mai mare spre capetele laterale), de formă dreptunghiulară în partea superioară, adică spre garda spadei, cu laturile scurte îndoite peste marginile tecii. Fiecare dintre colțuri este marcat printr-o montură circulară, în care sunt încrustate almandine. Un chenar reliefat, decorat cu o linie în zig-zag, ușor adâncită, înconjoară un câmp dreptunghiular, adâncit, ornamentat în tehnica „kerbschnitt”. În interiorul acestuia, o nervură axială delimitează două registre pe care, în simetrie, apare același decor: în colțurile de sus câte două șiruri de linii oblice, în zig-zag, continuate prin alte șase linii oblice în zig-zag, acestea prelungite cu linii orizontale drepte, până la nervura mediană. La baza acestui segment dreptunghiular, respectiv marginile sale, în poziție simetrică, sunt redate două capete de pasăre, cu ciocurile orientate în sus și ochii marcați prin câte o montură, ceva mai mare față de cele deja amintite, de asemenea încastrate cu almandine. Același decor „kerbschnitt” sugerează foarte plastic ciocul (la bază cu o linie transversală) și, probabil, penajul gâtului. Cele două capete de pasăre sunt separate printr-o prelungire pe direcția mijlocului segmentului dreptunghiular al piesei, din care s-a păstrat doar o porțiune. De o parte și alta a acestui apendice, cu același decor, este dispusă câte o montură mai mică, în care, de asemenea s-au păstrat pietrele semiprețioase. | Muzeul Național de Istorie a Transilvaniei, Cluj | Cimec    |
|      | Amuletă | Datare: A doua jumătate a sec. al V-lea Descoperit: jud. Bihor, Valea lui Mihai Material: chihlimbar | Are forma unei sfere turtite, cu o perforație centrală; relativ ușor deteriorat în timpul descoperirii. Se precizează că descoperitorii l-au spart și găurit în momentul găsirii, dar în mod cert era perforat încă din vechime. | Muzeul Național de Istorie a Transilvaniei, Cluj | Cimec    |
|      | Cataramă | Datare: A doua jumătate a sec. al V-lea Descoperit: jud. Bihor, Valea lui Mihai Material: argint lucrat prin turnare | Verigă de formă oval-alungită, ovală în secțiune, cu fațetări vagi. Limbă de formă semicirculară în secțiune, ușor subțiată spre vârf și lucrată din metal comun. Piesa făcea parte din centura de care atârna spada. | Muzeul Național de Istorie a Transilvaniei, Cluj | Cimec    |
|      | Cataramă | Datare: A doua jumătate a sec. al V-lea Descoperit: jud. Cluj, Cluj-Napoca Material: argint aurit; aurul se mai păstrează doar pe limba cataramei; almandină; turnare, suflare, incizare, lipire, șlefuire | Verigă de formă oval-alungită, secțiune de formă ovală, cu fațetări ușoare. Este ornamentată cu mici semicercuri, dispuse simetric, pe două șiruri paralele, care dau impresia unui motiv de forma frânghiei. Limba, parțial placată cu aur, este ușor lățită spre bază, cu capătul fațetat; formă aproape triunghiulară în secțiune. Urme de aur se mai păstrează doar pe limbă. | Muzeul Național de Istorie a Transilvaniei, Cluj | Cimec    |
|      | Sabie | Datare: A doua jumătate a sec. al V-lea Descoperit: jud. Cluj, Cluj-Napoca, Cartierul Cordoș Material: fier lucrat prin turnare și batere | Au fost recuperate trei bucăți, lipsind vârful și mânerul, astfel că lungimea sa inițială trebuie să fi fost mai mare. | Muzeul Național de Istorie a Transilvaniei, Cluj | Cimec    |
|      | Teacă - garnitură | Datare: A doua jumătate a sec. al V-lea Descoperit: jud. Cluj, Cluj-Napoca, Cartierul Cordoș Material: argint turnat | Bara este foarte ușor curbată, de formă semicirculară în secțiune. Unul dintre capete, străpuns de trei perforații, este teșit, pe o lungime de 2,5 cm. Alt orificiu există spre mijlocul lungimii, străpuns fiind de un cui (tot de argint) cu capul aplatizat. La capătul opus, tocmai în porțiunea în care piesa a fost ruptă, există alt orificiu. Este posibil să fi aparținut garniturii tecii de lemn a sabiei. | Muzeul Național de Istorie a Transilvaniei, Cluj | Cimec    |
|      | Fibulă digitată, cu cap semicircular, cu cinci butoni și picior romboidal                                                                                  | Datare: A doua jumătate a sec. al V-lea Descoperit: jud. Cluj, Cluj-Napoca, Cartierul Cordoș Material: argint turnat și suflat cu aur; incizare | Placa resortului este semicirculară, cu cinci butoni profilați, cel din mijloc fiind mai mare. Arc proeminent, placa piciorului de formă rombică, pe linia sa mediană și la capetele dinspre arc pe marginile sale există câte o montură semicirculară, pietrele semiprețioase încastrate în ele lipsind. Spre capăt, chenarul care delimitează piciorul fibulei este prelungit, generând două capete de pasăre (?), dispuse simetric, ochii fiind sugerați prin câte o montură semicirculară, din care, de asemenea, lipsesc pietrele semiprețioase încastrate. Butonul de la capătul piciorului reprezintă o mască animalieră, la fel ca și butonul axial de pe placa resortului. Aici, ceilalți patru butoni sunt profilați, în formă de lujer, corpul lor fiind decorat cu caneluri verticale, în interiorul cărora apar linii fin punctate. Pe câmpul plăcii resortului, dispus în trei registre, apare un decor cu motive de forma volutelor, realizat în tehnica „kerbschnitt”. Este delimitat de un chenar ușor reliefat, decorat cu șiruri paralele de mici triunghiuri adâncite, dispuse simetric. Pe arcul fibulei este sugerat un cadru dreptunghiular, marcat la colțuri prin linii unghiulare, în interiorul căruia, dispuse simetric, se află semicercuri, cu un capăt lățit și cu câte un punct în mijloc. Placa piciorului, de forma unui romb alungit, este mărginită și ea de un chenar, ornamentat în porțiunea dinspre capătul arcului cu câte o linie în zig-zag, ușor reliefată, generată de două linii de mici triunghiuri simetrice, ușor adâncite. O nervură axială, lățită în direcția piciorului fibulei și decorată cu triunghiuri adâncite, separă decorul de pe placa piciorului în două registre, în care, simetric, în aceeași tehnică „kerbschnitt”, sunt redate vrejuri înlănțuite. Liniile de contur ale celulelor situate spre capătul piciorului fibulei sunt marcate printr-un șir de linii foarte fin punctate. Pe partea din spate a fibulei s-au păstrat doar cele două suporturi în care era fixat axul de fier al resortului, respectiv un capăt al acestuia. | Muzeul Național de Istorie a Transilvaniei, Cluj | Cimec    |
|      | Diplomă | Datare: Sec. II Școală: Școala romană Material: bronz | Piesa este din bronz, inscripționat în latină, în care se specifică numele soldatului lăsat la vatră, numele împăratului care a emis-o, precum și existența la acea dată a Daciei Porolisensis. Conține un șnur de bronz, cu care era legată cealaltă parte a diplomei. | Muzeul de Istorie, Gherla                        | Cimec    |
|      | Harnașament - garnitură | Datare: Secolul al II-lea p.Chr. Descoperit: Arcalia Dimensiuni: Gr=0,3 Material: bronz aurit | Placă aparținând unei garnituri de harnașament. Placa prezintă în dreapta o figurină plată (aplicată ulterior și fixată cu ajutorul unui mic cui), înfățișând, din profil, un luptător barbar, bărbos, cu bustul gol, pantaloni lungi, răsfrânți peste brâu și cizme cu carâmb înalt. Torsul este mascat de un scut oval, cu umbo central, ținut în mâna stângă, iar cu dreapta, ridicată, lovește cu o sabie. Placa aparține unei garnituri de harnașament, fiind o laterală a pieptarului calului, sau, cu aceeași funcționalitate, poate reprezenta un fragment al unei statui onorifice ecvestre. | Muzeul Național de Istorie a Transilvaniei, Cluj | Cimec    |
|      | Statuetă | Datare: Prima jumătate a sec. al II-lea p.Chr. Descoperit: Gherla Dimensiuni: TL=960 Material: argint | Statueta, executată în stil realist, înfățișează un captiv îngenuncheat, bine proporționat, cu trăsături atletice. Bărbatul, cu capul descoperit și bustul gol, poartă pantaloni lungi, cu pliuri, strânși pe picior. Genunchiul drept se sprijină pe pământ, în timp ce piciorul stâng este îndoit. Mâinile sunt legate la spate. Detaliu tipic în stabilirea apartenenței etnice a personajului, îl constituie coafura: părul este pieptănat și strâns într-un coc pe tâmpla dreaptă, modă specifică triburilor germanice. Statueta a fost descoperită în retentura castrului roman de la Gherla (jud. Cluj). | Muzeul Național de Istorie a Transilvaniei, Cluj | Cimec    |
|      | Aplică decorativă | Datare: Sec. II p.Chr. Descoperit: Ulpia Traiana Sarmizegetusa Material: bronz aurit | Aplică goală în interior, umplută cu plumb. Este înfățișată zeița Victoria, cu părul pieptănat într-un krobylos pe creștet. Este îmbrăcată cu o tunică lungă și o mantie largă, cu două rânduri de falduri răsfrânte deasupra pieptului. În porțiunea inferioară a spatelui, mantia este pliată în genul unui evantai. Descoperire întâmplătoare, în partea sudică a coloniei, în zona extra muros. | Muzeul Național de Istorie a Transilvaniei, Cluj | Cimec    |
|      | Inel din aur cu gemă calcedonie | Datare: sec. II-III p.Chr. Dimensiuni: L gemă: 7,5 mm Material: aur; calcedonie; batere; tăiere; gravare; șlefuire | Veriga, semirotundă în secțiune și cu profil drept, se lărgește la partea superioară, în dreptul șatonului pe care îl încorporează; umeri rotunjiți. În șatonul oval este încorporată o gemă din calcedonie, probabil un opal, redând un corb; tip Isac II.1. = Guiraud 2.a. | Muzeul Național de Istorie a Transilvaniei, Cluj | Cimec    |
|      | Inel din aur cu gemă carneol | Datare: sec. II-III p.Chr. Descoperit: jud. CLUJ, com. FLOREȘTI, FLOREȘTI, În Pădure Dimensiuni: La verigă: 3,5-9 mm Material: aur; carneol; batere; tăiere; gravare | Veriga, cu profil oblic și secțiune circulară are formă ușor elipsoidală și se lărgește treptat spre partea superioară; umeri rotunjiți. Montură ovală, ascunsă, în care este fixată o gemă carneol roșu-brun; imaginea gravată reprezintă o divinitate (tip Isac II.3. = Guiraud 2.c). | Muzeul Național de Istorie a Transilvaniei, Cluj | Cimec    |
|      | Cercel din aur cu pandantiv | Datare: sec. II-III p.Chr. Descoperit: jud. MUREȘ, com. MUNICIPIUL TÂRGU MUREȘ, TÂRGU MUREȘ Material: aur; sticlă; trefilare; răsucire; șlefuire | Cercel întreg, cu veriga subțire și simplă, are sistem de închidere cu buclă și cârlig. Pandantivul poligonal, din pastă de sticlă verzuie, este suspendat de cercel printr-o sârmă subțire din aur. | Muzeul Național de Istorie a Transilvaniei, Cluj | Cimec    |